# Montdidier (Somme)
Pour les articles homonymes, voir Montdidier.
Montdidier est une commune française située dans le département de la Somme, en région Hauts-de-France.

## Géographie

### Localisation
Montdidier est un bourg picard situé au sein de la région naturelle du Santerre et du pays de l'Amiénois.
À vol d'oiseau, la commune est située à 17 km au sud-ouest de Roye, 32 km au nord-ouest de Compiègne, 34 km au sud-est d'Amiens et à 42 km au nord-est de Beauvais.
Le territoire de la commune est limitrophe de ceux de huit communes.
Les communes limitrophes sont  Assainvillers, Ayencourt, Courtemanche, Faverolles, Fignières, Mesnil-Saint-Georges, Rubescourt et Ételfay.

### Géographie physique

#### Nature du sol et du sous-sol
Dans les parties élevées de la commune, le sol est composé de couches argileuses de limon des plateaux, souvent mélangé de silex sur les premières pentes des vallées. En bas des pentes, sur la vallée des Trois Doms, on trouve des dépôts argileux ou argilo-siliceux. En fond de vallée, le sol est formé d'alluvions modernes très souvent tourbeuses.
Le sous-sol est partout crayeux. La craie, qui affleure partout sur les pentes, s'enfonce sur une épaisseur de plus de 70 mètres.

#### Relief, paysage, végétation
Le relief de la commune est très accidenté, coupé par la vallée des Trois Doms et par de profonds ravins. Les deux principaux prennent naissance aux environs de Fignières et de Faverolles pour se terminer au nord et au sud de Montdidier à la vallée des Trois Doms.
La ville est construite à l'extrémité ouest du plateau, limité par les trois vallées. Au nord et à l'ouest de la ville, le plateau est très escarpé. En plusieurs endroits, il est complètement à pic.
À l'est, s'étend une plaine fertile qui se prolonge jusqu'à la Somme, c'est le Santerre.

### Hydrographie

#### Réseau hydrographique
La commune est située dans le bassin Artois-Picardie. Elle est drainée par les Trois Doms et la rivière des Trois doms,.
Les Trois Doms, d'une longueur de 20 km, prend sa source dans la commune de Dompierre, à 83 mètres d'altitude, et se jette  dans l'Avre à Trois-Rivières, après avoir traversé douze communes.

Bassin de la Somme.
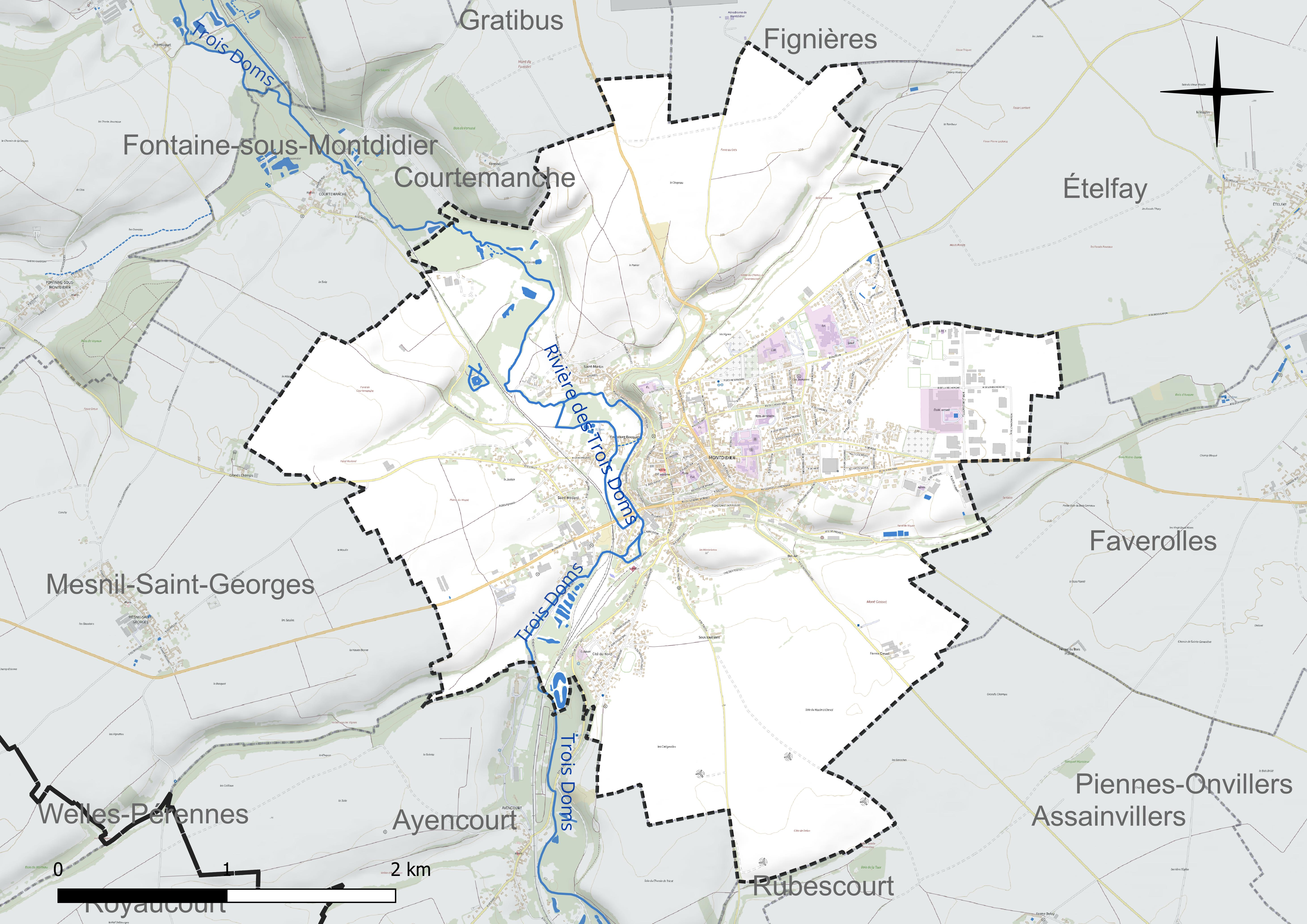
Réseau hydrographique de Montdidier.

#### Gestion et qualité des eaux
Le territoire communal est couvert par le schéma d'aménagement et de gestion des eaux (SAGE) « Somme aval et Cours d'eau côtiers ». Ce document de planification concerne un territoire de 1 835 km2 de superficie, délimité par le bassin versant de la Somme canalisée. Le périmètre a été arrêté le 29 avril 2010 et le SAGE proprement dit a été approuvé le 6 août 2019. La structure porteuse de l'élaboration et de la mise en œuvre est le syndicat mixte d'aménagement hydraulique du bassin versant de la Somme (AMEVA).
La qualité des cours d'eau peut être consultée sur un site dédié géré par les agences de l'eau et l'Agence française pour la biodiversité.

### Climat
Pour des articles plus généraux, voir Climat des Hauts-de-France et Climat de la Somme.
En 2010, le climat de la commune est de type climat océanique dégradé des plaines du Centre et du Nord, selon une étude du CNRS s'appuyant sur une série de données couvrant la période 1971-2000. En 2020, Météo-France publie une typologie des climats de la France métropolitaine dans laquelle la commune est exposée à un climat océanique et est dans la région climatique Nord-est du bassin Parisien, caractérisée par un ensoleillement médiocre, une pluviométrie moyenne régulièrement répartie au cours de l'année et un hiver froid (3 °C).
Pour la période 1971-2000, la température annuelle moyenne est de 10,5 °C, avec une amplitude thermique annuelle de 14,5 °C. Le cumul annuel moyen de précipitations est de 698 mm, avec 11,4 jours de précipitations en janvier et 8,2 jours en juillet. Pour la période 1991-2020, la température moyenne annuelle observée sur la station météorologique la plus proche, située sur la commune de Godenvillers à 7 km à vol d'oiseau, est de 11,1 °C et le cumul annuel moyen de précipitations est de 701,9 mm,. Pour l'avenir, les paramètres climatiques de la commune estimés pour 2050 selon différents scénarios d'émission de gaz à effet de serre sont consultables sur un site dédié publié par Météo-France en novembre 2022.

### Communes limitrophes
| Courtemanche             | Fignières                          | Etelfay       |
| Fontaine-Sous-Montdidier | Montdidier                         | Faverolles    |
| Mesnil-Saint-Georges     | Ayencourt le Monchel et Rubescourt | Assainvillers |

## Urbanisme

### Typologie
Au 1er janvier 2024, Montdidier est catégorisée petite ville, selon la nouvelle grille communale de densité à sept niveaux définie par l'Insee en 2022.
Elle appartient à l'unité urbaine de Montdidier, une agglomération intra-départementale regroupant deux  communes, dont elle est ville-centre,,. Par ailleurs la commune fait partie de l'aire d'attraction de Montdidier, dont elle est la commune-centre,. Cette aire, qui regroupe 23 communes, est catégorisée dans les aires de moins de 50 000 habitants,.

### Aménagement du territoire
Montdidier est une commune urbaine, car elle fait partie des communes denses ou de densité intermédiaire, au sens de la grille communale de densité de l'Insee,,,.
Elle appartient à l'unité urbaine de Montdidier, une agglomération intra-départementale regroupant 2 communes et 6 447 habitants en 2017, dont elle est ville-centre,.
Par ailleurs la commune fait partie de l'aire d'attraction de Montdidier, dont elle est la commune-centre. Cette aire, qui regroupe 23 communes, est catégorisée dans les aires de moins de 50 000 habitants,.
La ville de Montdidier est presque entièrement détruite en 1918. Elle est reconstruite dans l'entre-deux-guerres et son patrimoine religieux en partie restauré.
Après la Seconde Guerre mondiale, la ville connaît une expansion par la construction de lotissements à la périphérie.
Montdidier inaugure le premier parc éolien public en 2007.

### Voies de communication et transports
Montdidier occupe une position carrefour entre Compiègne et Amiens et entre Saint-Just-en-Chaussée et Albert ou Péronne ou Roye.
- Montdidier est située sur la voie ferrée reliant Amiens à Compiègne desservie par des trains TER Hauts-de-France
- Montdidier est un carrefour routier où se croisent les routes suivantes :
- RD 26 reliant Ailly-sur-Noye à Montdidier ;
- RD 929 (ancienne RN 329) reliant Albert à Saint-Just-en-Chaussée ;
- RD 930 (ancienne RN 30) reliant Crévecœur-le-Grand à Roye ;
- RD 935 (ancienne RN 35) reliant Amiens à Compiègne.

La commune est desservie, en 2023, par les lignes 624, 684 et 6328 du réseau interurbain de l'Oise et par les lignes 741, 744 et 745 du réseau Trans'80.

## Toponymie
On trouve plusieurs formes dans les textes anciens pour désigner Montdidier : Montis Desiderii (1079), Mondisderium (1105), Mons Desiderium (1115), Mondisderiense (1147), Mons Desiderii, Mons Didier (1180), Mondidier (1188), Monsdidiers (1195), Le Mont Didier (1302), Montdidier (1314).
Le toponyme est issu du fait qu'en 773, lorsque Didier de Lombardie déclare la guerre au pape, Charlemagne, qui ne peut se passer de l'appui de l'Église, fait le siège de Pavie. Vainqueur, il ramènera le roi Didier en France et l'emprisonnera dans un donjon d'un château, bâti sur un mont voisin de l'Abbaye de Corbie : par contraction, le « mont de Didier » deviendra Montdidier.

## Histoire
Le site de Montdidier est occupé, au moins depuis, l'époque gauloise. Certains historiens ont pensé que la bourgade pourrait correspondre à celle nommée « Bratuspance » mais cette hypothèse n'est plus retenue de nos jours.

### Moyen Âge

#### Haut Moyen Âge, Montdidier, lieu de détention du roi des Lombards
L'histoire de Montdidier nous est connu à partir du Moyen Âge, aucun titre antérieur au IXe siècle ne mentionne Montdidier. Le nom de la ville viendrait de ce qu'en 774, Didier, le roi des Lombards vaincu par Charlemagne et son épouse « Desiderada » auraient été détenus dans un domaine dépendant de l'abbaye de Corbie situé sur une éminence à l'endroit où, plus tard, s'édifia la ville qui prit le nom de « Montdidier ».

#### Moyen Âge central, Montdidier réunie à la couronne
Au Xe siècle, Heldwide (épouse de Hilduin Ier, comte de Montdidier, vivant vers 948 fit construire, à proximité du donjon, l'église Notre-Dame, afin qu'y puissent être vénérées des reliques des saints Lugle et Luglien. Un chapitre de treize chanoines réguliers augustins fut établi mais le relâchement dans l'exercice du service divin imposa une réforme. Celle-ci débuta en 1080, le prieuré de Montdidier devait être rattaché à l'ordre de Cluny avec l'assentiment du roi Louis VI le Gros mais des difficultés surgirent et ce ne fut qu'en 1130, que le prieuré de Montdidier devint bénédictin avec le consentement de Raoul de Vermandois, comte de Montdidier.
En 1060, Raoul IV dit aussi Raoul de Crépy, comte d'Amiens, de Valois et de Vexin, répudia sa seconde épouse, Aliénor, héritière de Montdidier et de Péronne pour épouser la veuve du roi de France Henri Ier, Anne de Kiev. Ce mariage fit scandale, car la veuve d'un roi de France, issue, elle-même, d'une famille régnante, ne pouvait, selon le code de l'honneur, épouser un vassal. Le couple fut excommunié en 1064. À sa mort en 1074, Raoul de Vexin fut inhumé dans le tombeau visible dans l'actuelle église Saint-Pierre. Son fils, Simon de Vexin, après trois ans à la tête d'un des plus grands territoires du royaume, lassé de guerroyer contre le roi Philippe Ier, renonça, après avoir rencontré le pape, Grégoire VII à la vie laïque et entra dans les ordres. Il transmit à sa sœur, Adélaïde de Valois, épouse d'Herbert IV de Vermandois, les comtés de Valois et d'Amiens, le roi de France obtenant le Vexin.

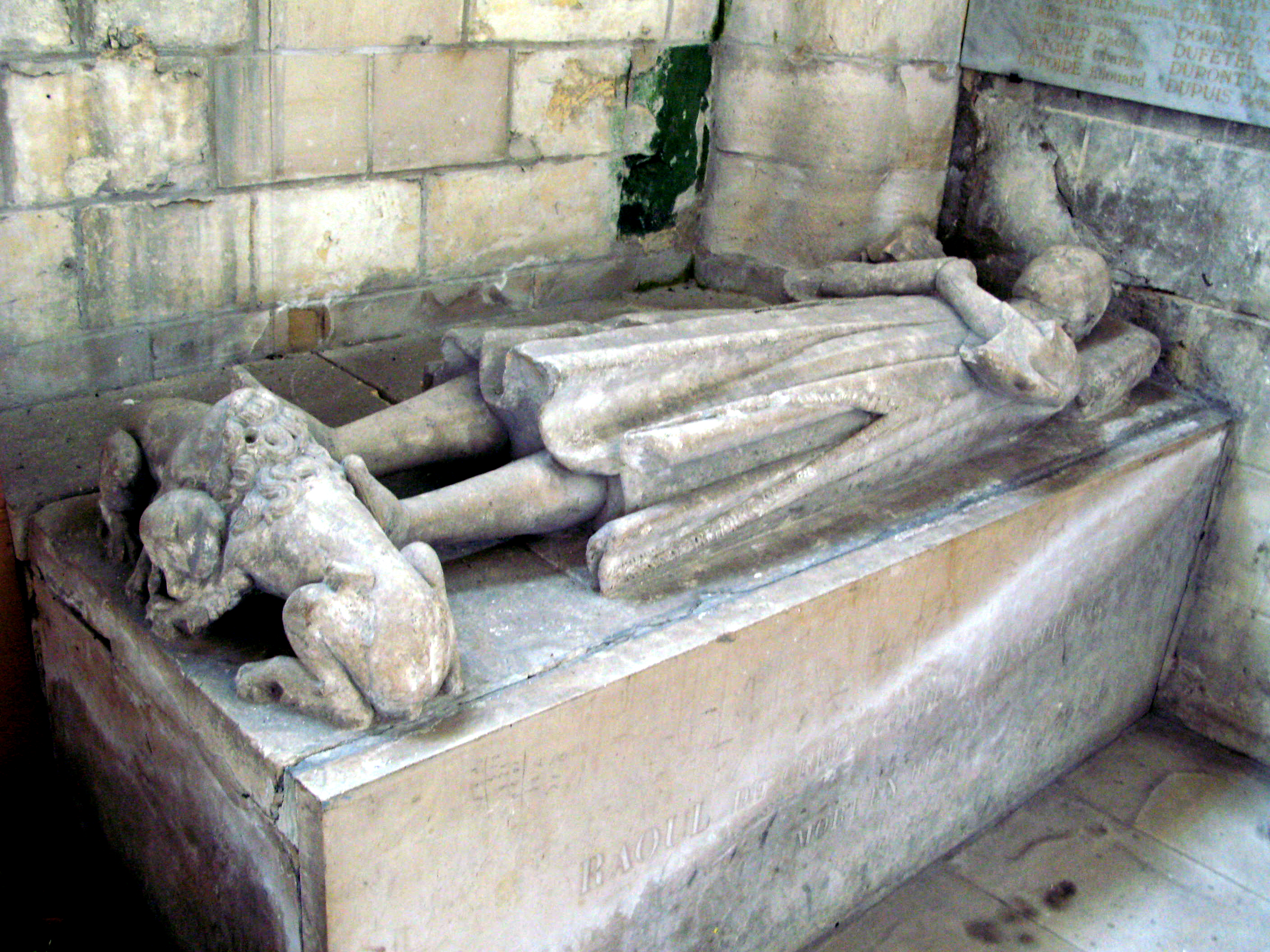
Tombeau de Raoul de Crépy.
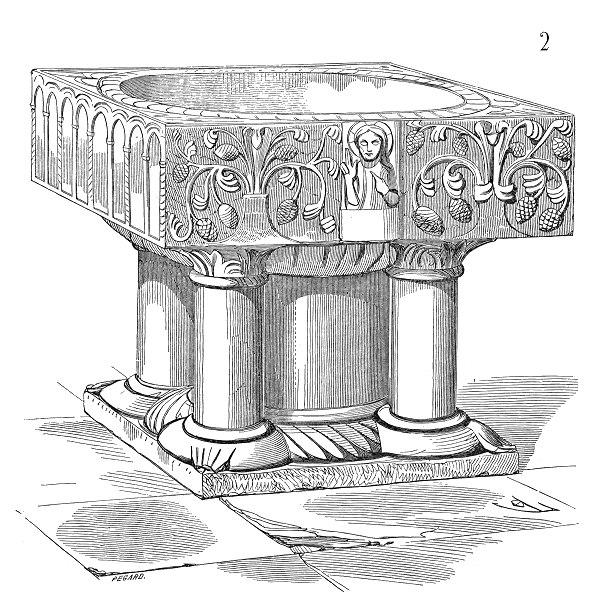
Les fonts baptismaux de l'église Saint-Pierre, dessin d'Eugène Viollet-le-Duc[39].

En 1184, les faubourgs de la ville furent incendiés sur ordre du roi de France. Une querelle opposait Philippe Auguste et Philippe d'Alsace, comte de Flandre, à propos de la possession de l'Amiénois et du Vermandois questions qui furent résolues par le traité de Boves signé en 1185 et par le Traité de Péronne signé en 1200. À la suite du traité de Boves signé en juillet 1185, le roi de France Philippe Auguste obtenait la possession définitive du comté d'Amiens, ainsi que des places vermandoises de Roye et de Montdidier.
En 1195, le roi Philippe Auguste octroya une charte communale aux habitants de Montdidier.

#### Bas Moyen Âge, la jacquerie de Montdidier
Après la défaite de Poitiers de 1356, pendant la guerre de Cent Ans, Montdidier fut l'épicentre d'un épisode de la Grande Jacquerie qui secoua la Picardie, l'Artois, la Champagne, l'Île-de-France et la Normandie en 1358. Sous la direction d'un certain Jean-le-Boulenger, les habitants de Montdidier pillèrent et incendièrent châteaux et maisons appartenant à Raoul de Raineval, seigneur de Pierrepont-sur-Avre et grand panetier de France. Cependant vu les circonstances troublées dans lesquelles se trouvait le royaume, le roi octroya aux habitants des lettres de rémission.
En 1418, Montdidier, Roye et Péronne fut donné en dot à Michelle de France épouse de Philippe le Bon, duc de Bourgogne. Par le traité d'Arras de 1435, Montdidier et les autres villes de la Somme furent données au duc de Bourgogne.
En 1472, Montdidier fut incendiée par les Bourguignons. Le duc Charles le Téméraire, présent, n'aurait pas fait obstacle à cette exaction et aurait alors dit : « Tel fruit porte l'arbre de la guerre ».
Le roi Louis XI passa dans la ville en 1471 ainsi qu'en 1477.

### Époque moderne

#### XVIesiècle, Montdidier ville ligueuse
En 1516, le bailliage de Montdidier est institué.
En 1527, François Ier vint à Montdidier.
En 1555, Michel de La Grange, envoyé de Jean Calvin pour diffuser le protestantisme en France, fut arrêté et brûlé vif sur la place du marché de Montdidier, pour avoir distribué à Montdidier des livres afin de propager la Réforme,.
Par un édit de 1575, Henri III créa l'élection de Montdidier[réf. nécessaire].
Le 15 février 1577, lors des guerres de Religion, la ville de Montdidier se rallia à la Ligue.
En 1590, les troupes du roi Henri IV menacèrent la ville. Le roi entra en 1594, à Montdidier, pour y repasser en 1597.

#### XVIIesiècle, Montdidier sous la menace espagnole
En 1625, Marie de Médicis, Anne d'Autriche et Henriette-Marie de France, sœur de Louis XIII passèrent par Montdidier, Henriette de France se rendant en Angleterre rejoindre son époux le roi Charles Ier.
En 1636, lors de la guerre de Trente Ans, la ville de Montdidier fut assiégée par les troupes espagnoles. Le siège fut levé après la reprise de Corbie par le roi de France.
En 1652, pendant la Fronde, la ville se rendit au Grand Condé, passé au service du roi d'Espagne.
À cinq reprises (en 1646, 1647, 1654, 1657 et 1676), Louis XIV passa dans la cité.
Administrativement, sous l'Ancien Régime, Montdidier était, dans le Santerre (un des huit pays de Picardie), le siège d'un bailliage et d'une élection. Le lieutenant général (il y en avait, alors, deux autres : un pour la Basse-Picardie et un pour la Haute-Picardie, dépendant tous trois du « lieutenant-général commandant en chef », lui-même relevant du gouverneur de Picardie) responsable du bailliage de Montdidier officiait, à la fois, aussi, dans ceux de Péronne et de Roye. Militairement, la place de Montdidier était tenue par un gouverneur (La Picardie est alors défendue par dix-neuf gouverneurs en comptant celui, particulier, du Boulonnais).

#### XVIIIesiècle, les crises frumentaires à Montdidier
L'année 1740 fut une année difficile pour la population, les caprices de la météo pénalisèrent durement la production agricole. Le prix du blé monta en flèche, la livre de beurre passa de 5 à 16 sols, la livre de haricots de 4 à 10 sols, la livre de cerises d'un sol à 8 sols. Des émeutes frumentaires eurent lieu, les femmes s'emparèrent d'un convoi chargé de blé, à Grivesnes, le 7 juillet, et le ramenèrent à Montdidier. Une échauffourée s'ensuivit. Il gela le 4 août.
Le 1er mai 1750, une procession avec les reliques de saint Lugle et saint Luglien se déroula afin que les tremblements de terre qui sévissaient dans la région cessent.
Le 6 mai 1775, la cherté du blé provoqua une sédition. La rumeur propagea le fait que des étrangers se faisaient livrer, sur les marchés de la région, du blé à vil prix. Pour calmer la population, le blé fut taxé à 18 livres le sac au lieu de 32 livres auparavant. Le contenu des greniers du prieuré fut jeté par les fenêtres par des séditieux. On assembla la compagnie de l'arquebuse, la compagnie de l'arbalète et la compagnie de la Bande noire devant l'hôtel de ville. Le 12 mai, le régiment de Condé-cavalerie arriva à Amiens ; un détachement fut envoyé à Montdidier jusqu'au 1er septembre.
Le 13 juillet 1788, un orage de grêle violent occasionna de graves dégâts : toits défoncés, arbres déracinés ou éventrés. L'hiver 1789 fut précoce et particulièrement rigoureux : la neige fit son apparition en décembre entravant la circulation des voitures et de la poste ; la température descendit jusqu'à −21 °C à Réaumur. L'activité des fabriques de bonneterie dut cesser, le chômage monta en flèche. On employa les chômeurs à la remise en état de la promenade du Prieuré : abattage d'arbres, exhaussement du terrain, plantation de tilleuls. En janvier et février, la municipalité procéda à la distribution 3 000 pains par semaine.
En mai 1789, le prix du blé grimpa jusqu'à 60 livres le sac de 280 livres, le setier d'orge atteignit 11 livres.

### Époque contemporaine

#### Révolution française, Montdidier dans la Grande Peur
La ville de Montdidier vécut en juillet un épisode de la Révolution française appelé la Grande Peur. Le 23 juillet, une milice bourgeoise avait été constituée afin de maintenir l'ordre les jours de marché. Le 24, des paysans venus de Gannes, Méry et d'autres communes arrivèrent à Montdidier annonçant qu'une multitude de brigands allait arriver. La population s'arma et pendant deux heures, on s'attendit au pire. On réclama du secours à Amiens, Roye, Breteuil, Compiègne... Des éclaireurs envoyés dans les campagnes environnantes ne rencontrèrent aucun des supposés brigands.
Cependant, l'Assemblée nationale supprima les circonscriptions administratives et judiciaires de l'Ancien Régime. La ville de Montdidier perdait de ce fait, le bailliage, l'élection, le grenier à sel etc. Le 17 décembre 1789, des représentants de la ville partirent pour Paris plaider la cause de la commune. Était en jeu le siège de district que lui disputait la ville de Roye, ce fut Montdidier qui l'emporta.
En janvier 1790, on procéda, conformément à la loi, à l'élection du maire, des huit officiers municipaux, des 18 notables et du procureur de la commune, des notables. La garde nationale fut réorganisée en huit compagnies de 80 hommes. Lors d'un banquet civique, le 24 mai, furent arborées pour la première fois à Montdidier, les couleurs bleu, blanc, rouge. Le 14 juillet 1790 se déroula à Montdidier comme à Paris, la Fête de la Fédération. Le 21 août 1790, l'Assemblée nationale fixait à Montdidier le siège du Tribunal de district.
Le 12 juillet 1790, l'Assemblée nationale adopta le décret sur la constitution civile du clergé qui réorganisait en profondeur l'Eglise catholique en France. Le clergé régulier fut supprimé et le clergé séculier devait prêter serment de fidélité à la constitution. Le 23 janvier 1791, les prêtres de Montdidier prêtèrent serment excepté le curé de la paroisse Saint-Sépulcre et un vicaire de la paroisse Saint-Pierre. Le pape Pie VI ayant enjoint aux membres du clergé de ne pas prêter serment en mars-avril 1791, la plupart des prêtres de Montdidier se rétractèrent.

#### XIXesiècle, l'arrivée du chemin de fer à Montdidier
En 1814-1815, les Cosaques et les Prussiens stationnent à Montdidier à la fin de l'épopée napoléonienne.
Le 9 septembre 1849, Victor Hugo, parti de Compiègne à midi, arrive à 13 heures à Montdidier, qu'il visite rapidement puisqu'il fait une halte à Moreuil, à 18 heures. Il nota alors dans son journal : « Vus les églises, le jacquemart. Statue de Parmentier, en habit de l'Institut, une pomme de terre à la main, le tout en bronze y compris la pomme de terre. Décidément pour n'être pas ridicule en bronze, il faut avoir pensé ou combattu ».
À la fin de la guerre franco-allemande de 1870, en 1870 et 1871, les Prussiens cantonnent dans la ville et soumettent les habitants à de lourdes contributions de guerre. Trois Montdidiérains sont tués et cinq sont blessés au cours de cette guerre
Le chemin de fer arrive à Montdidier avec la mise en service le 1er septembre 1873 de la gare qui devient le lieu de croisement de la Ligne de Saint-Just-en-Chaussée à Douai avec la ligne d'Ormoy-Villers à Boves permettant de relier Amiens à Compiègne. En outre, Montdidier était le terminus de deux lignes de chemin de fer secondaire à voie métrique : la ligne des Chemins de fer départementaux de l'Oise Noyon-Montdidier et la ligne des Chemins de fer départementaux de la Somme Albert-Montdidier, mise en service en 1889.

La gare
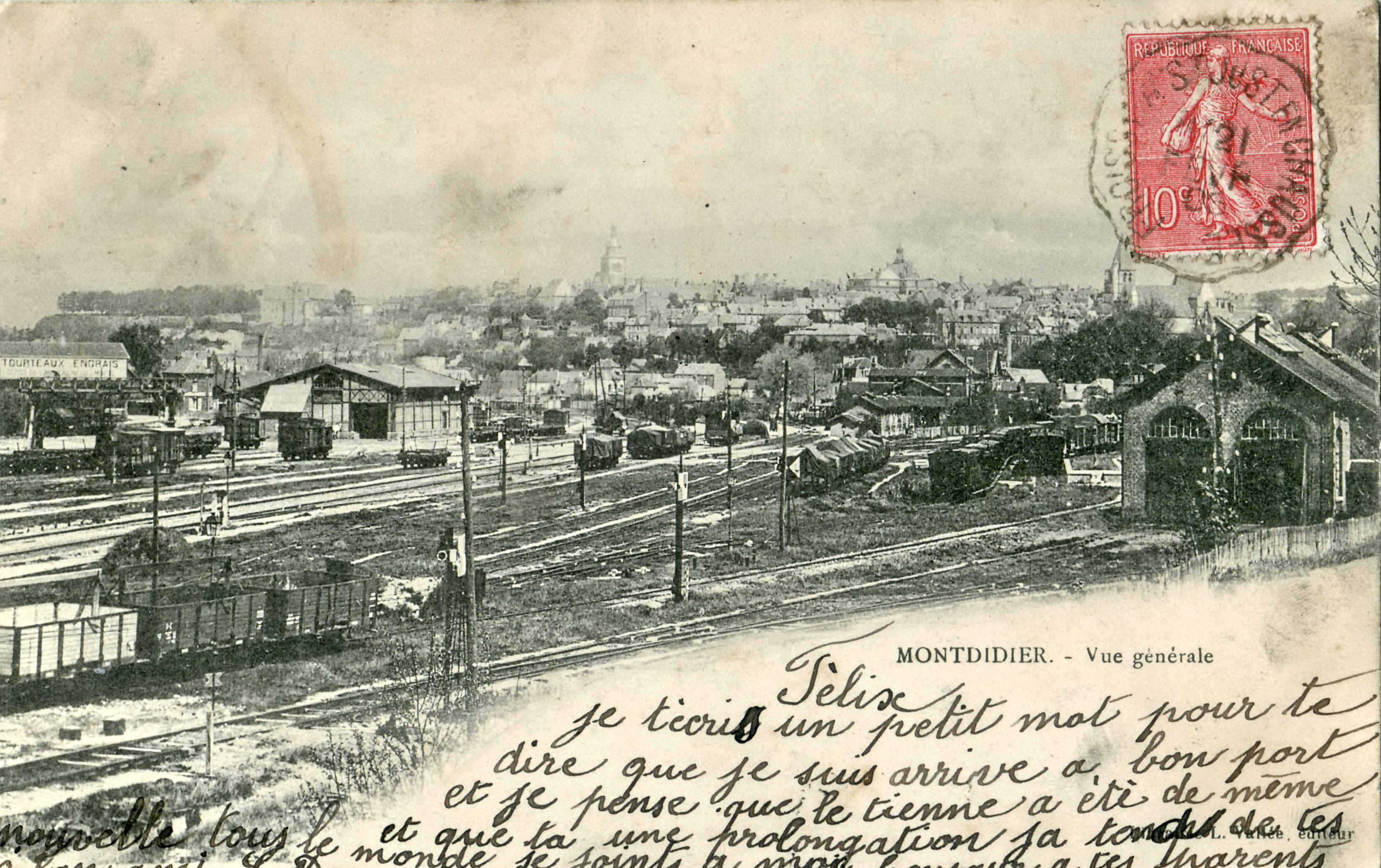
Vue générale, avant 1906
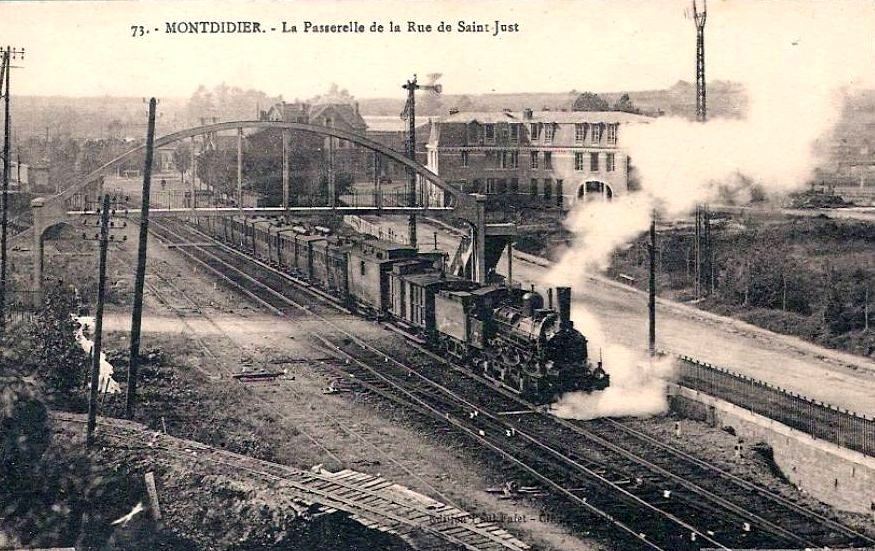
La passerelle de la rue de Saint-Just
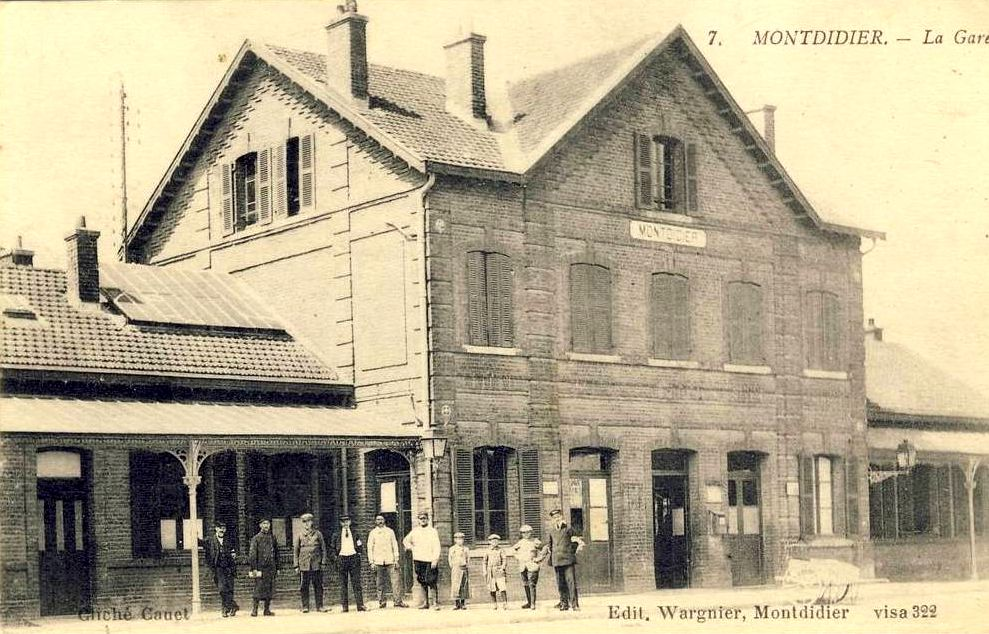
La gare
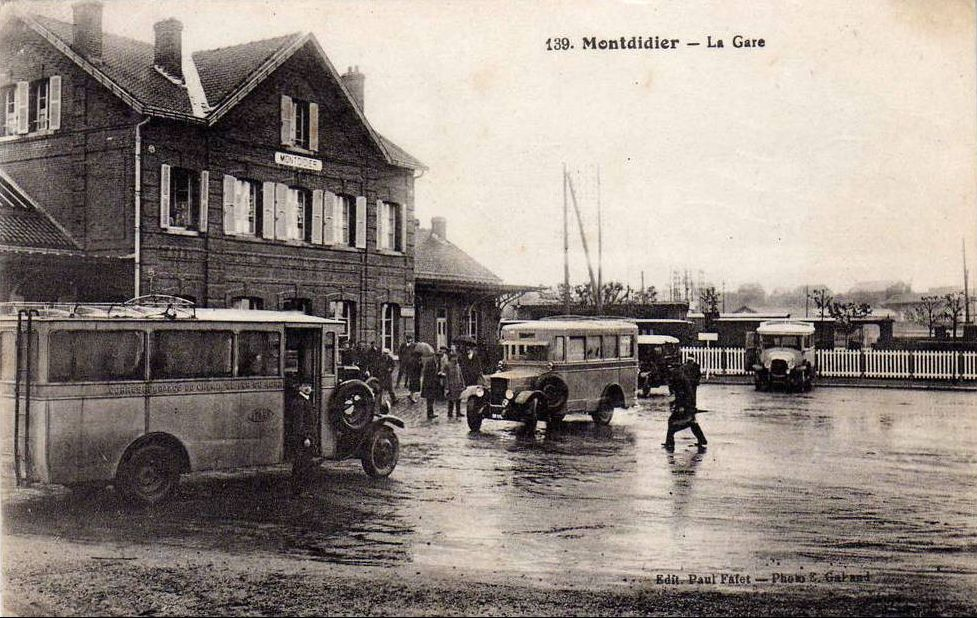
Autocars devant la gare, sans doute dans les années 1920

À la fin du XIXe siècle, la ville disposait du téléphone et de l'éclairage public au gaz.

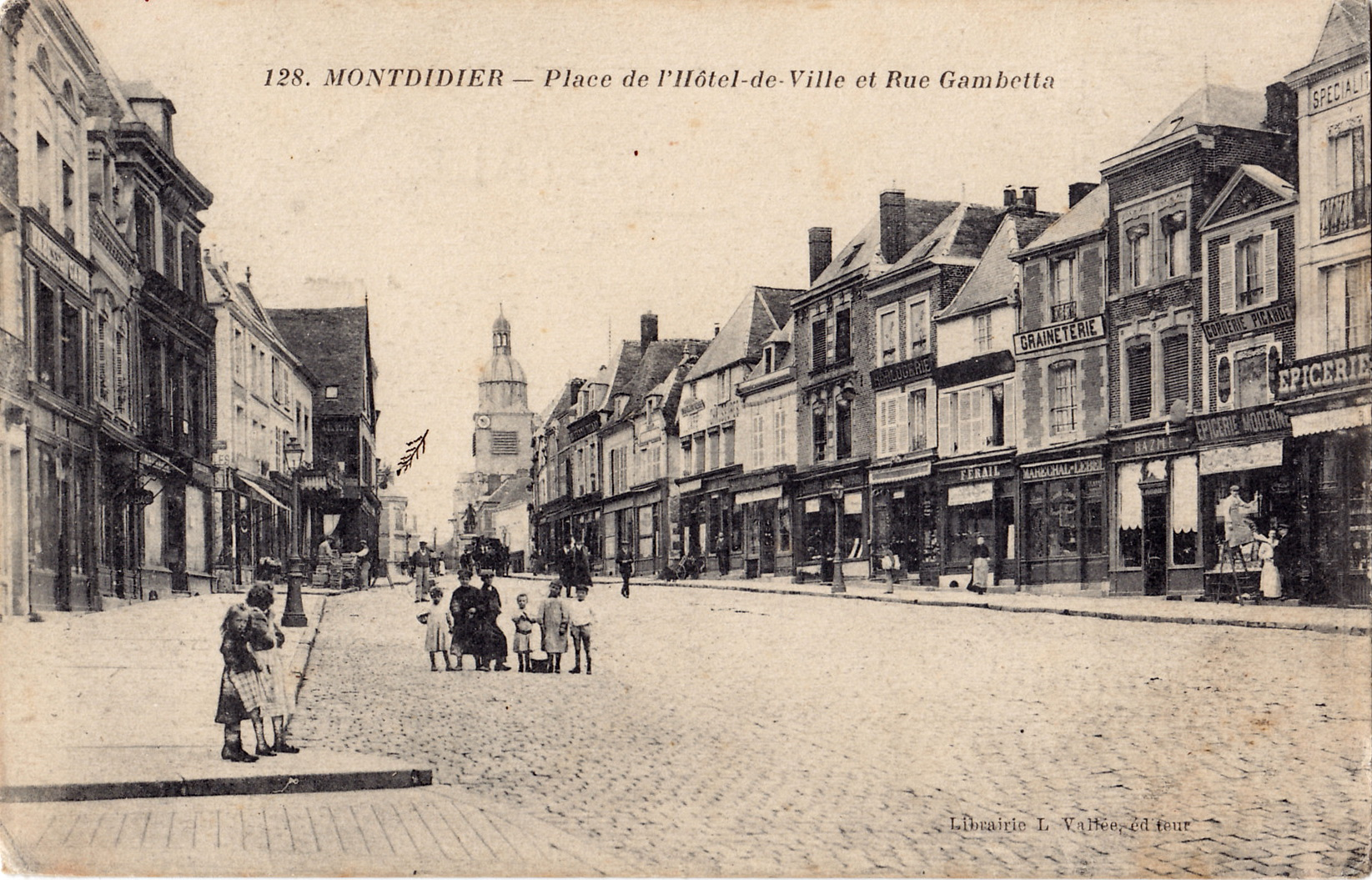
La place de l'Hôtel-de-Ville, avant la Première Guerre mondiale
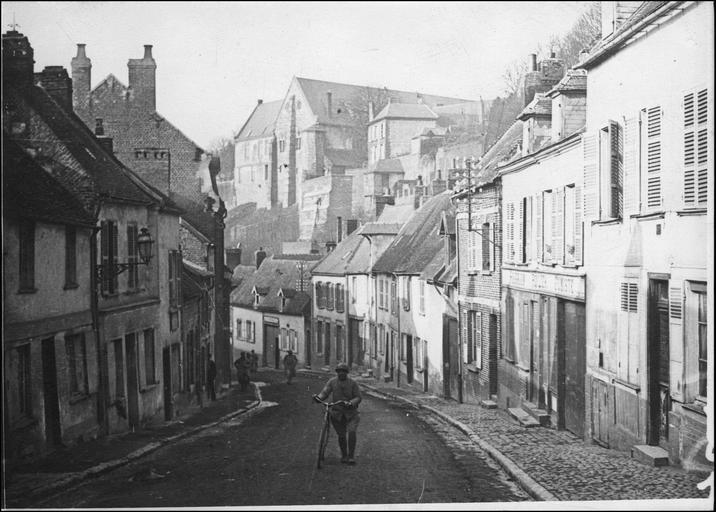
La rue Becquerel en 1917
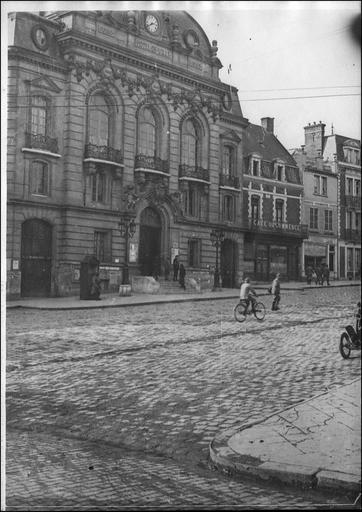
La façade de l'Hôtel-de-Ville en 1917

#### Première Guerre mondiale, la bataille de Montdidier

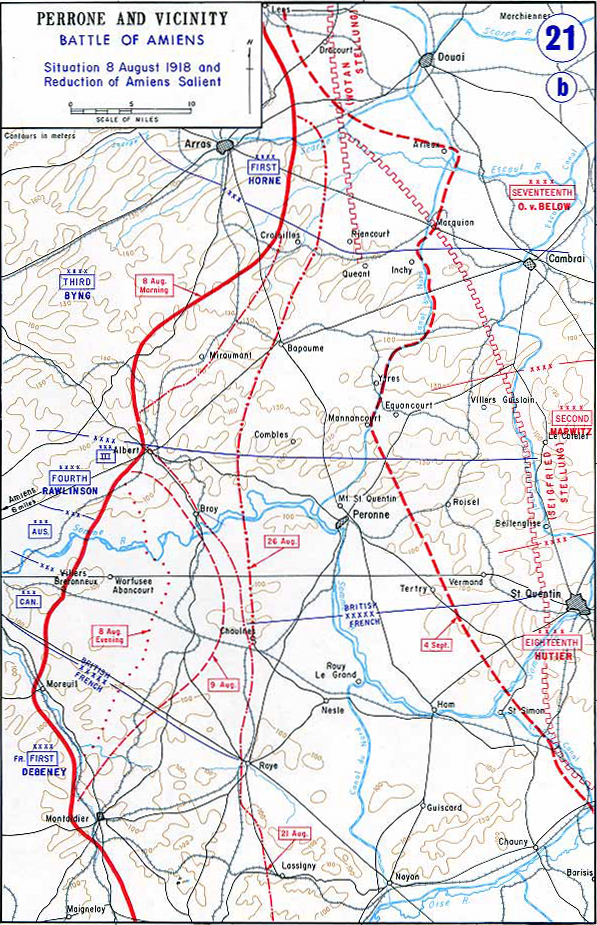
Les lignes de front durant l'Offensive des Cent-Jours.

Après les combats indécis de 1914, le front se stabilise en 1915 sur une ligne située entre Montdidier et Roye. La ville se situe donc à l'arrière immédiat de front de 1915 à 1918.
En mars 1918, l'armée allemande lance sa dernière offensive, la Bataille du Kaiser. Le 27 mars 1918, la ville est à nouveau bombardée et reprise par les Allemands, évacuée par la plupart de ses habitants. L'occupation est très dure pour ceux qui étaient restés, la ville est livrée au pillage, les habitants vivent dans les caves.
Montdidier se trouve au cœur des combats lors de la Bataille de Picardie qui se déroule du 8 août au 14 septembre 1918. Du 8 au 11 août 1918, la Bataille d'Amiens marque la reprise de l'offensive alliée entre Albert et Montdidier qui dégage la ville d'Amiens, nœud de communications de première importance, de la pression allemande. Montdidier est reconquise le 10 août par la Ire armée française commandée par le général Debeney. Jusqu'à la retraite allemande du 17 août 1918, Montdidier subit des bombardements allemands.
A l'issue de la Première Guerre mondiale, Montdidier, comme toutes les localités de l'Est du département, déplore une destruction presque totale,,,,,, n'épargnant nullement ses édifices les plus anciens et les plus remarquables.

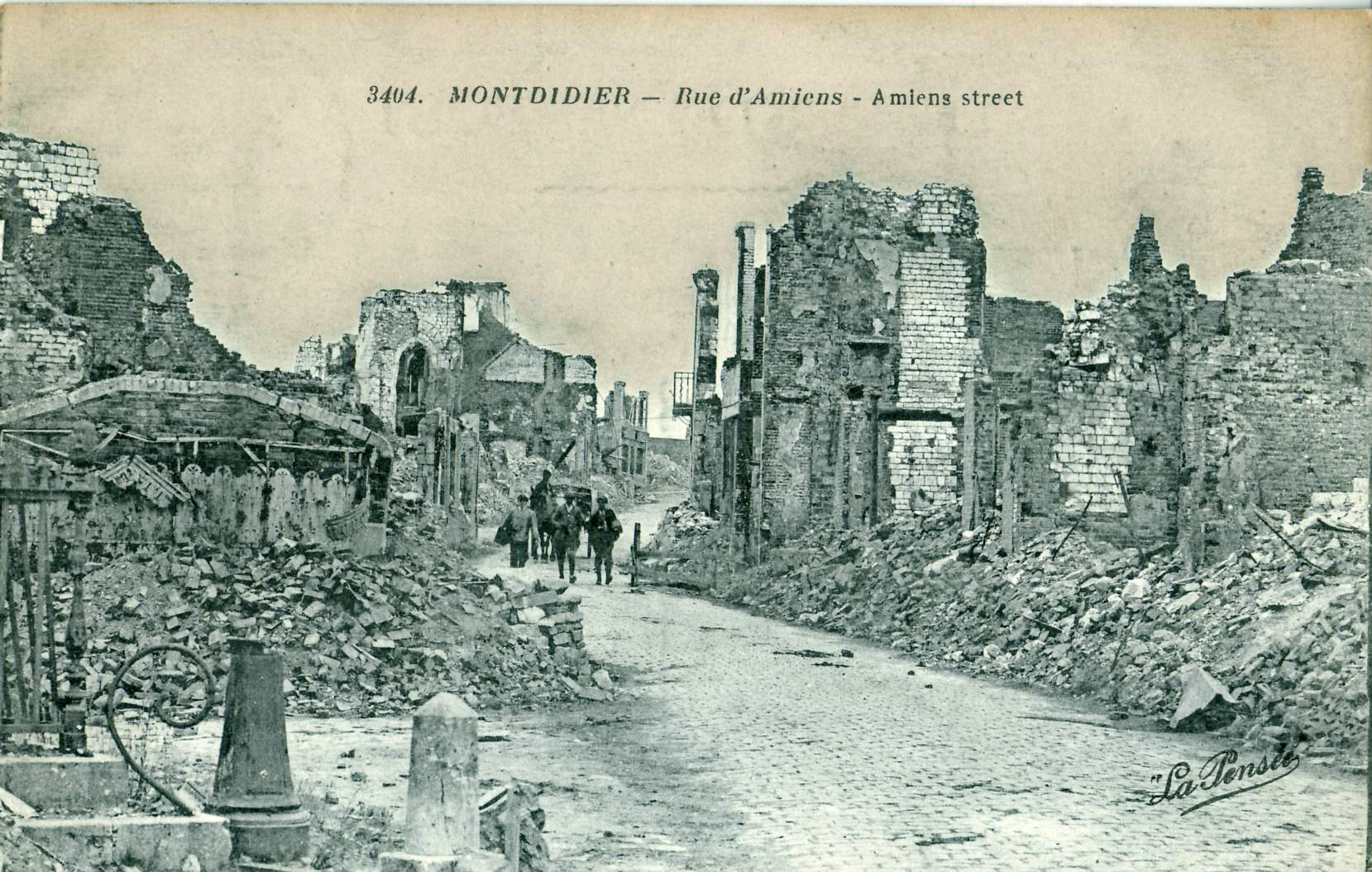
Ruines de la rue d'Amiens à la fin de la Première Guerre mondiale
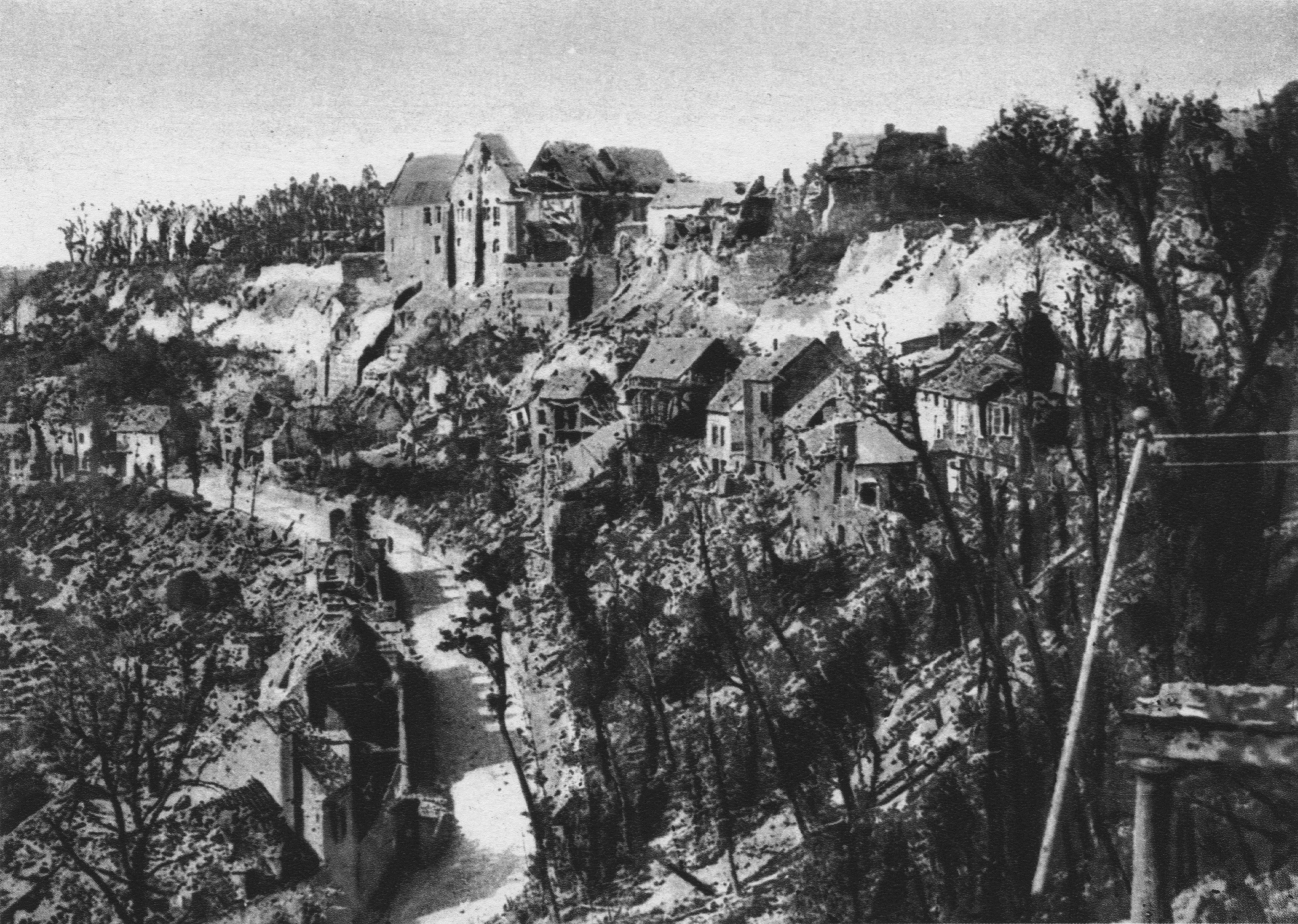
Carte postale allemande
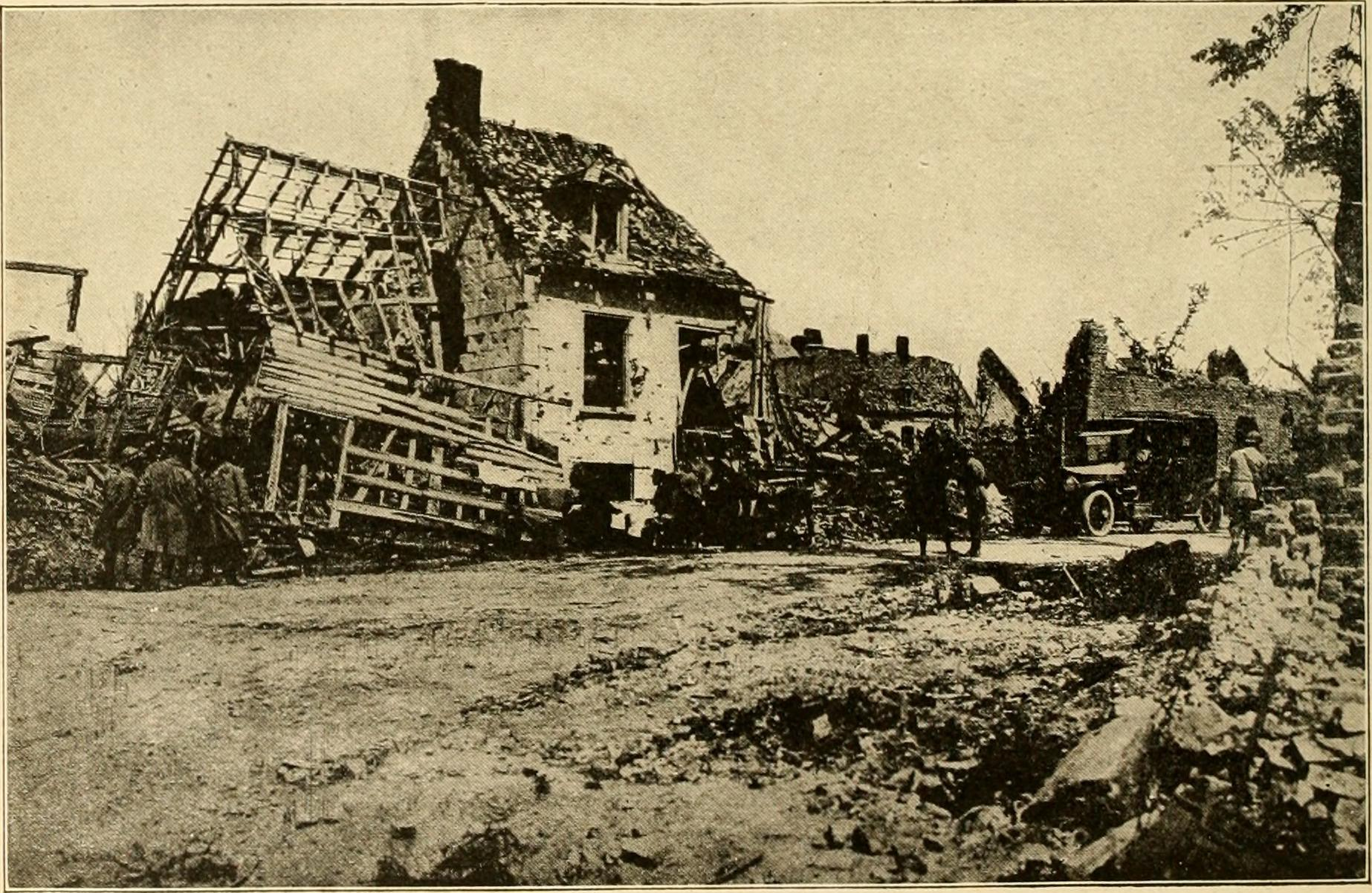
Montdidier en 1919

#### Entre-deux-guerres, reconstruction de la ville
La ville de Montdidier est décorée de la Croix de guerre 1914-1918 dès le 24 août 1919, et fait partie des 22 communes décorées de la Légion d'honneur au titre de la Première Guerre mondiale, avec la citation suivante à l'ordre de l'armée : « Vaillante cité dont la guerre a fait une martyre. Après avoir subi plus de deux années le feu des canons ennemis, a connu tour à tour les joies de la délivrance et l'horreur d'une occupation brutale. Position importante et âprement disputée a subi une destruction totale payant de sa ruine la victoire de la Patrie ».
La reconstruction de la ville a lieu principalement entre 1918 et 1931,.

#### Seconde Guerre mondiale
Le 16 mai 1994 sont retrouvés dans le jardin d'un particulier à Montdidier les restes d'un soldat français de la Seconde Guerre mondiale. Il s'agissait de Jean Hervagault, caporal du 610e régiment de pionniers, fait prisonnier le 9 ou le 10 juin 1940 à Angevillers dans l'Oise. Les soldats prisonniers français sont conduits à pied vers le Nord en traversant Montdidier. Un prisonnier français, épuisé, s'effondre au bord de la route d'Amiens, Jean Hervagault se porte à son secours, les soldats allemands le somment de rentrer dans le rang, Jean Hervagault continuant à secourir son camarade est abattu à coups de crosse et achevé de deux balles dans la tête à bout portant. Son corps est enseveli dans le lopin de terre devenu le jardin d'un particulier.

## Politique et administration

### Rattachements administratifs et électoraux
La ville est le chef-lieu de l'arrondissement de Montdidier du département de la Somme. Pour l'élection des députés, elle fait partie depuis 2012 de la quatrième circonscription de la Somme.
Elle étaît depuis 1793 le chef-lieu du canton de Montdidier. Dans le cadre du redécoupage cantonal de 2014 en France, la commune intègre le canton de Roye.

### Intercommunalité
La ville était le siège de la communauté de communes du canton de Montdidier, crée fin 2000, qui succédait au SIVOM du Canton de Montdidier créé en 1967.
Dans le cadre des dispositions de la loi portant nouvelle organisation territoriale de la République du 7 août 2015, qui prévoit que les établissements publics de coopération intercommunale (EPCI) à fiscalité propre doivent avoir un minimum de 15 000 habitants, la préfète de la Somme propose en octobre 2015 un projet de nouveau schéma départemental de coopération intercommunale (SDCI) qui prévoit la réduction de 28 à 16 du nombre des intercommunalités à fiscalité propre du Département.
Après des hypothèses de regroupement des communautés de communes du Grand Roye (CCGR), du canton de Montdidier (CCCM), du Santerre et d'Avre, Luce et Moreuil, la préfète dévoile en octobre 2015 son projet prévoit la « fusion des communautés de communes du Grand Roye et du canton de Montdidier », le nouvel ensemble de 24 805 habitants regroupant 62 communes,. Les intercommunalités concernées donnent un avis favorable à la fusion, ainsi que la commission départementale de coopération intercommunale en janvier 2016.
C'est ainsi qu'est créée la communauté de communes du Grand Roye le 1er janvier 2017, dont est désormais membre la commune.

### Tendances politiques et résultats
Au second tour des élections municipales de 2020, la liste menée par Catherine Quignon — maire de Montdidier de 2001-2014 sous le nom de Catherine Quignon-Le Tyrant — obtient la majorité absolue, avec 57,06 % des suffrages exprimés (1228 voix) dans une triangulaire où elle devance largement les listes menées respectivement par Tony Lheureux (maire-adjoint sortant, 27,51 %, 592 voix) et par Jean-Michel Serres (DVD, 15,43 %, 332 voix), lors d'un scrutin marqué par 50,6% d'abstention.

### Liste des maires
| Période      | Période                 | Identité                    | Étiquette | Qualité |
| ------------ | ----------------------- | --------------------------- | --------- | --- |
| 1944         | 1945                    | Jean Évrard                 |           | |
| 1945         | 1947                    | Georges Marcel              | SFIO      | Médecin Conseiller général de Montdidier (1945 → 1947 puis 1953 → 1965)                                                                                  |
| octobre 1947 | mai 1953                | Maurice Leconte             | PCF       | Ouvrier du livre |
| mai 1953     | mars 1965               | Georges Marcel              | SFIO      | Médecin |
| mars 1965    | mars 1971               | François Hertout            | SE        | |
| mars 1971    | mars 1983               | François Étienne            | PSU       | Géomètre |
| mars 1983    | 1992                    | Guy Floury                  | DVG       | |
| 1992         | juin 1995               | Jean-Marie Lapouge          | DVD       | |
| juin 1995    | mars 2001               | Michel Warnet               | DVD       | |
| mars 2001    | mars 2014               | Catherine Quignon-Le Tyrant | PS        | Infirmière Conseillère générale de Montdidier (1998 → 2015)                                                                                              |
| mars 2014    | juillet 2020            | Isabelle Carpentier         | SE-DVD    | Co-gérante d'un garage à Montdidier, Vice-présidente de la CC du canton de Montdidier (2014 → 2016) Vice-présidente de la CC du Grand Roye (2017 → 2020) |
| juillet 2020 | En cours (au mars 2021) | Catherine Quignon-Le Tyrant | PS        | Cadre de santé à l'APHP Conseillère régionale des Hauts-de-France (2021 → ) Conseillère départementale de Roye (2015 → 2021)                             |

### Budget et fiscalité 2020
En 2020, le budget de la commune était constitué ainsi :
- total des produits de fonctionnement : 6 874 000 €, soit 1 081 € par habitant ;
- total des charges de fonctionnement : 6 622 000 €, soit 1 041 € par habitant ;
- total des ressources d'investissement : 3 078 000 €, soit 484 € par habitant ;
- total des emplois d'investissement : 1 661 000 €, soit 261 € par habitant ;
- endettement : 1 997 000 €, soit 314 € par habitant.

Avec les taux de fiscalité suivants :
- taxe d'habitation : 26,63 % ;
- taxe foncière sur les propriétés bâties : 14,82 % ;
- taxe foncière sur les propriétés non bâties : 35,34 % ;
- taxe additionnelle à la taxe foncière sur les propriétés non bâties : 43,74 % ;
- cotisation foncière des entreprises : 12,35 %.

Chiffres clés Revenus et pauvreté des ménages en 2019 : médiane en 2019 du revenu disponible, par unité de consommation : 18 270 €.

### Politique de développement durable
En 1925 est créée la régie communale de Montdidier, établissement public de proximité qui assure la fourniture et l'acheminement de l'électricité sur le territoire de la ville, sans doute dans le cadre de la reconstruction de la ville.
La ville se lance, en 2003, dans une politique de maîtrise de l'énergie, à travers le programme « Montdidier ville pilote en maîtrise de l'énergie ». Les grandes lignes de ce programme sont les suivantes :
- actions de sensibilisation ;
- actions d'information ;
- mise à disposition d'aides financières ;
- aide à la diffusion d'équipements performants ;
- recours aux énergies renouvelables (chaufferie au bois à l'école du Prieuré, réseau de chaleur au bois dans la ville, capteurs solaires photovoltaïques produisant de l'électricité, parc éolien, réhabilitation de logements sociaux équipés de poêles à bois) ;
- actions de maîtrise de l'énergie exemplaires de la part de la collectivité.

En 2008, la régie crée un réseau de chaleur alimentée par une chaufferie biomasse alimentée par des plaquettes de bois produites localement et située entre le collège et le lycée. Ce réseau qui concernant les grands établissements est étendu en 2019 à la zone industrielle de La Roseraie ainsi qu'à à la zone d'activités commerciales, et concerne désormais les particuliers, afin de supprimer à terme 3 500 chaudières et de limiter ainsi la consommation d'énergies fossiles, tout en permettant des économies substentielles aux abonnés du réseau.

### Distinctions et labels
En mars 2013, Montdidier est classée 57e au classement « solaire » et 154e au classement « biomasse » de la ligue française EnR.

### Jumelages
À ce jour[Quand ?], il n'existe aucun jumelage.

## Population et société
Les habitants de Montdidier s'appellent des Montdidériens et Montdidériennes.

### Démographie

#### Évolution démographique
L'évolution du nombre d'habitants est connue à travers les recensements de la population effectués dans la commune depuis 1793. Pour les communes de moins de 10 000 habitants, une enquête de recensement portant sur toute la population est réalisée tous les cinq ans, les populations de référence des années intermédiaires étant quant à elles estimées par interpolation ou extrapolation. Pour la commune, le premier recensement exhaustif entrant dans le cadre du nouveau dispositif a été réalisé en 2005.
En 2022, la commune comptait 5 978 habitants, en évolution de −4,72 % par rapport à 2016 (Somme : −1,26 %, France hors Mayotte : +2,11 %). Le maximum de la population est atteint en 1999 avec 6 333 habitants.
| 1793  | 1800  | 1806  | 1821  | 1831  | 1836  | 1841  | 1846  | 1851  |
| ----- | ----- | ----- | ----- | ----- | ----- | ----- | ----- | ----- |
| 4 097 | 4 049 | 4 130 | 3 663 | 3 769 | 3 790 | 3 868 | 3 904 | 4 063 |

| 1856  | 1861  | 1866  | 1872  | 1876  | 1881  | 1886  | 1891  | 1896  |
| ----- | ----- | ----- | ----- | ----- | ----- | ----- | ----- | ----- |
| 4 144 | 4 292 | 4 326 | 4 238 | 4 362 | 4 551 | 4 679 | 4 617 | 4 644 |

| 1901  | 1906  | 1911  | 1921  | 1926  | 1931  | 1936  | 1946  | 1954  |
| ----- | ----- | ----- | ----- | ----- | ----- | ----- | ----- | ----- |
| 4 437 | 4 443 | 4 517 | 3 565 | 4 706 | 4 305 | 4 278 | 4 399 | 4 557 |

| 1962  | 1968  | 1975  | 1982  | 1990  | 1999  | 2005  | 2006  | 2010  |
| ----- | ----- | ----- | ----- | ----- | ----- | ----- | ----- | ----- |
| 5 430 | 5 828 | 6 204 | 6 194 | 6 262 | 6 328 | 6 029 | 6 006 | 6 119 |

| 2015  | 2020  | 2022  | - | - | - | - | - | - |
| ----- | ----- | ----- | - | - | - | - | - | - |
| 6 201 | 6 051 | 5 978 | - | - | - | - | - | - |

#### Pyramide des âges
En 2018, le taux de personnes d'un âge inférieur à 30 ans s'élève à 33,9 %, soit en dessous de la moyenne départementale (36,4 %). À l'inverse, le taux de personnes d'âge supérieur à 60 ans est de 30,5 % la même année, alors qu'il est de 26,0 % au niveau départemental.
En 2018, la commune comptait 2 878 hommes pour 3 296 femmes, soit un taux de 53,39 % de femmes, légèrement supérieur au taux départemental (51,49 %).
Les pyramides des âges de la commune et du département s'établissent comme suit.
| Hommes | Classe d’âge | Femmes |
| ------ | ------------ | ------ |
| 0,9    | 90 ou +      | 3,5    |
| 7,5    | 75-89 ans    | 11,9   |
| 18,7   | 60-74 ans    | 18,2   |
| 19,9   | 45-59 ans    | 19,3   |
| 16,6   | 30-44 ans    | 15,3   |
| 17,6   | 15-29 ans    | 15,2   |
| 18,8   | 0-14 ans     | 16,6   |

| Hommes | Classe d’âge | Femmes |
| ------ | ------------ | ------ |
| 0,6    | 90 ou +      | 1,8    |
| 6,7    | 75-89 ans    | 9,4    |
| 17,2   | 60-74 ans    | 18,1   |
| 19,8   | 45-59 ans    | 19,1   |
| 18,2   | 30-44 ans    | 17,5   |
| 19,4   | 15-29 ans    | 18     |
| 18,2   | 0-14 ans     | 16,2   |

### Enseignement
La commune abrite[Quand ?] quatre écoles primaires :
- Yvonne Giroud ;
- Le Prieuré ;
- Victor Hugo ;
- Cardenier ;
- Cité du Nord.

Deux collèges et le lycée Jean-Racine complètent[Quand ?] le dispositif éducatif local.
Pour l'enseignement professionnel, il faut signaler l'institut de formation des aides-soignantes (IFAS) de Montdidier, situé au centre hospitalier de Montdidier

## Culture, fêtes, sport et loisirs

### Sports
Dans la ville de Montdidier, se trouva un club de foot, le Montdidier Athlétic Club jouant en divisions régionales, un club de Basket-ball mais aussi de Tennis et de Rugby 

### Sociétés savantes
- La Société d'études et de recherches historiques et archéologiques de Montdidier et sa région, fondée le 30 septembre 1995, est une société savante qui a pour objet de faire connaître le passé et le patrimoine local au grand public. Pour cela, des recherches sont engagées dans les archives communales, en bibliothèques, et autour de témoignages d'habitants. La société se consacre aussi à diverses publications et à un bulletin interne bisannuel. Elle organise également tout au long de l'année des sorties, des conférences, des expositions et des visites guidées[réf. nécessaire].
- Cercle Maurice-Blanchard, créé en 1999, pour mettre en valeur le patrimoine et conserver la mémoire des événements qui ont marqué le XXe siècle et celle de l'écrivain et aviateur Maurice Blanchard. Le cercle Maurice-Blanchard publie un bulletin trimestriel et divers ouvrages[réf. nécessaire].

La Société historique et archéologique de Montdidier (SAHM) a été créée le 5 novembre 2022. Son objet est de rechercher toutes les traces historiques du passé de Montdidier, de la Région et la promotion de la culture picarde. Ont été élu :
Président : Christian Wyttynck, professeur d’agriculture retraité, Vice-présidente : Anne Parvillé, fonctionnaire territoriale, Trésorière : Monique Declercq, enseignante retraitée, Secrétaire : Chantal Dumont, cadre retraitée. La SAHM édite chaque trimestre un bulletin : Santerréchos.

### Équipement culturels
- Cinéma Hollyvood Avenue, 2 bis avenue Paul-Doumer - 80 500 Montdidier.

### Manifestations diverses
- La foire agricole de Montdidier, dont la 27e édition a eu lieu le lundi de Pâques 2019, le 22 avril[95].
- La bourse aux disques, vinyles, DVD et BD, organisée par le Lions club de Montdidier – Cité de Parmentier, dont la 4e édition a eu lieu le 3 mars 2019[96]

## Économie

### Entreprises et commerces

#### Commerces
L'activité économique de Montdidier est essentiellement représentée par le commerce, l'artisanat, les services scolaires (écoles maternelles et primaires, collège et lycée) et de santé (hôpital, maison de retraite, médecins, pharmaciens, kinésithérapeute, infirmiers...)[réf. nécessaire].
La commune de Montdidier a mis en place le premier parc public éolien. La ville souhaite devenir « ville pilote » en maîtrise de l'énergie.
L'abattoir de Montdidier, le dernier de la Somme, a fermé en janvier 2019. Il avait été sanctionné d'amendes en novembre 2018 pour des manquements aux normes sanitaires,.

## Culture locale et patrimoine

### Lieux et monuments

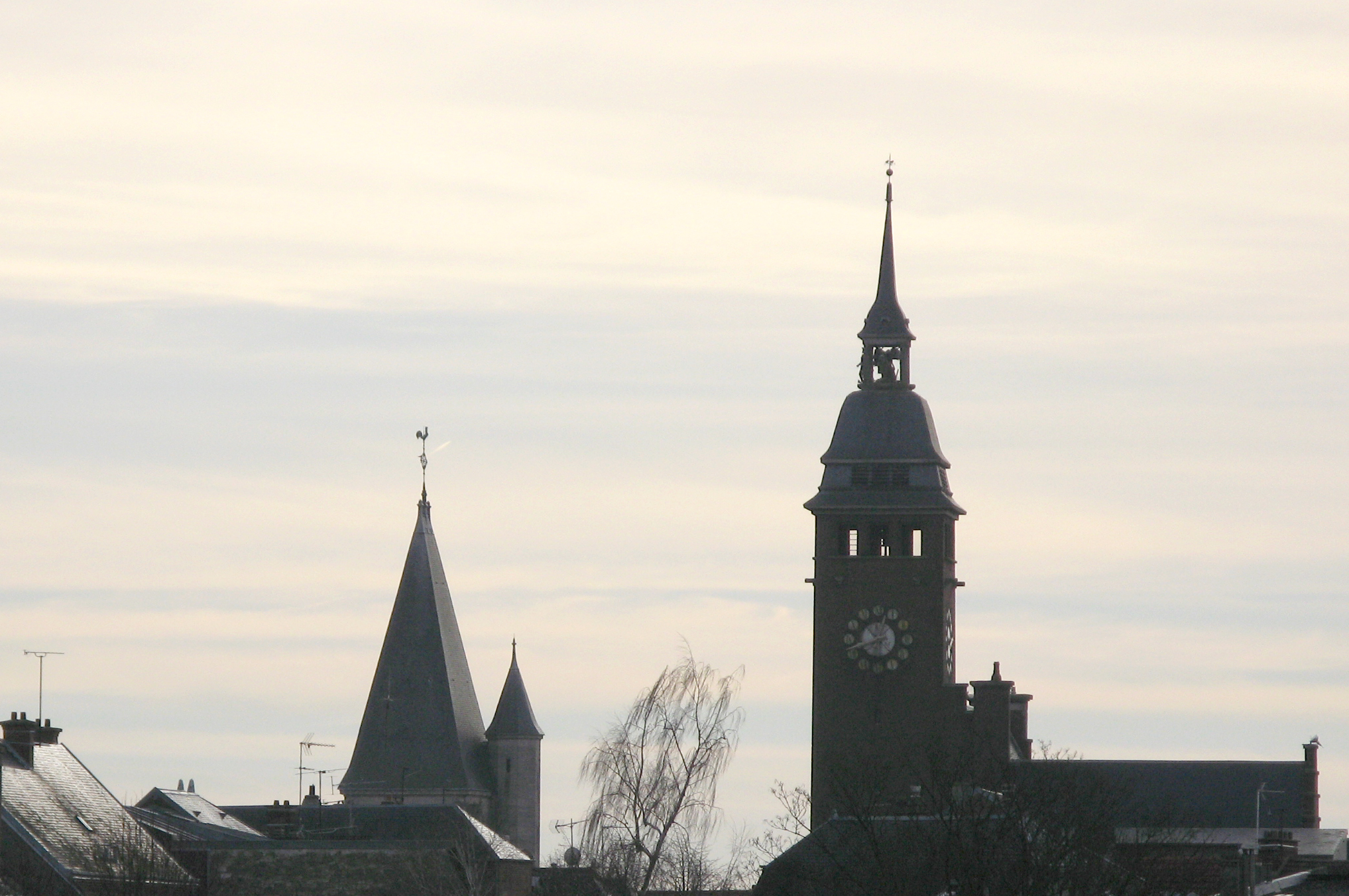
Profils du clocher de l'église Saint-Sulpice et du beffroi de l'hôtel-de-Ville.

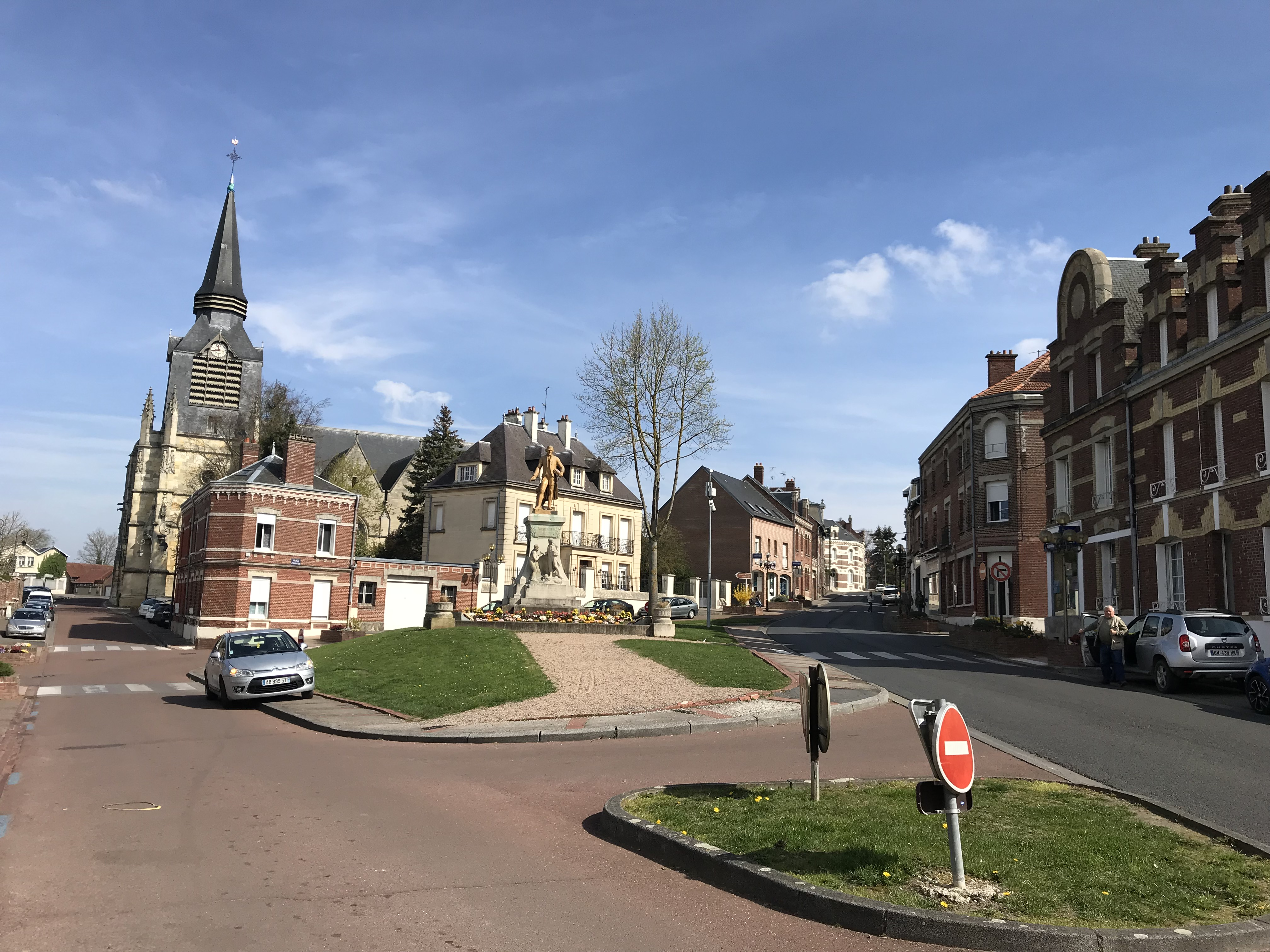
L'église Saint-Pierre (façade sud) et le monument à Parmentier.

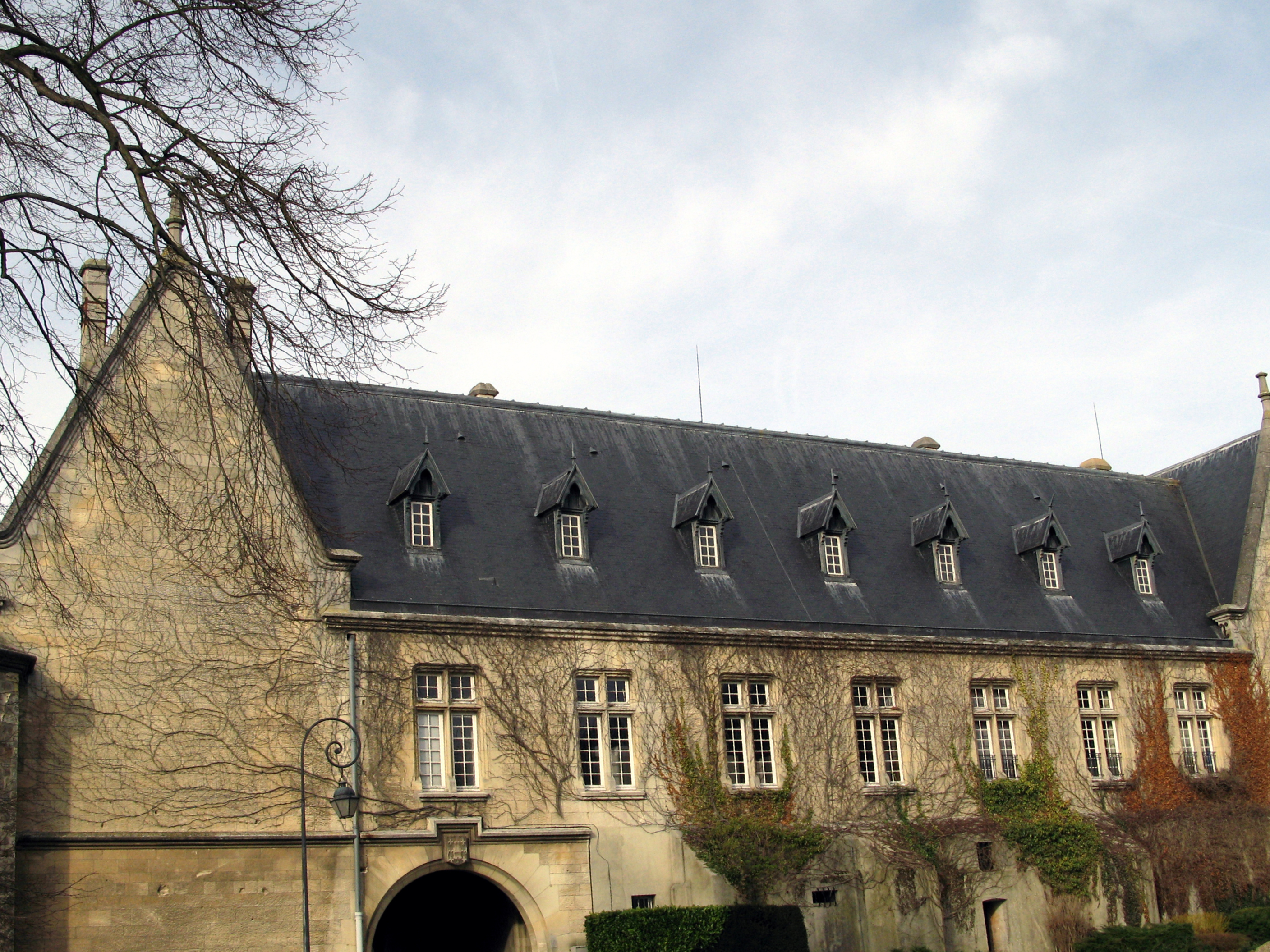
Le prieuré.

Malgré la quasi-destruction de la ville à la fin de la Première Guerre mondiale, on peut noter les éléments suivants de son patrimoine, ainsi que de nombreux édifices datant de la Reconstruction,

#### Église Saint-Pierre
L'église Saint-Pierre,,, gravement endommagée en 1918, pendant la Première Guerre mondiale, et restaurée depuis, de style gothique flamboyant,  Classé MH (1920).

#### Église Saint-Sépulcre
L'église du Saint-Sépulcre, de style gothique flamboyant,  Classé MH (1920). Édifiée de 1510 à 1519, gravement endommagée en 1918, pendant la Première Guerre mondiale,, et restaurée en 1960, elle renferme une mise au tombeau du XVIe siècle, en pierre polychrome, ainsi que des fonts baptismaux, eux aussi du XVIe. Un ensemble de six tapisseries de Bruxelles, du milieu du XVIIe siècle, est exposé dans la nef. Ces œuvres du tapissier H. Reydams et classées Monuments historiques, représentent l'histoire de Moïse et des Hébreux,. Vitraux de Jacques Gruber.

#### Ruines de l'église Saint-Martin
Les ruines de l'église Saint-Martin détruites à la fin de la Première Guerre mondiale. Le dallage primitif est supposé dater du XIVe siècle,.

#### Hôtel de ville
L'hôtel de ville,, est un édifice reconstruit une première fois en 1899 et une seconde fois après les destructions de la Grande Guerre de brique en 1928 en brique, sur les plans des architectes Charles Duval et Emmanuel Gonse.  Inscrit MH (2003).

#### Prieuré
Le Prieuré (autrefois Salle du Roy), rue Saint-Pierre, construit à l'emplacement du donjon médiéval : l'édifice d'origine, qui est détruit lors de la Première Guerre mondiale, est reconstruit vers 1930. Le bâtiment actuel, qui avait fonction de palais de justice, est devenu le Centre des impôts en 1965, ;

#### Sites industriels
- Site industriel Delahaye Seynhaeve (Delsey) 15 grande rue de l'Abreuvoir, qui comptait en 1962 plus de 100 salariés, du milieu du XXe siècle[123].
- Site industriel Amson Gaston, puis Amson et Fils, 6 rue du Général Leclerc, datant initialement de 1843, totalement reconstruite en 1921 sur des plans de l'architecte Th. Morel. En 1939, l'entreprise comptait  95 salariés et plus de 200 en 1962[124].

#### Monument à Antoine Parmentier
La statue d'Antoine Augustin Parmentier est érigée sur la place Parmentier (entre l'hôtel de ville et l'église Saint-Pierre) et non dans la rue Parmentier (qui prolonge dans l'autre sens la rue Gambetta). Elle remplace une première statue, érigée en juin 1848, œuvre de Dominique Molknecht qui fut détruite lors du bombardement du 10 août 1918. La statue actuelle, en bronze, due à Albert Roze, a été inaugurée en 1931. Elle mesure 2,50 mètres de haut et pèse 800 kg ;

#### Lieux de mémoire de la Première Guerre mondiale
- Le monument aux morts, édifié en 1923, situé place de la République, de forme pyramidale, est l'œuvre des architectes parisiens André Japy et Albert Tord[129]. Les deux statues, « Les deux générations », qui encadrent le monument, sont l'œuvre d'Albert Roze[130].
- Le monument aux 212 aviateurs français tombés dans le ciel de Picardie lors de la Bataille de France en mai-juin 1940, au début de la Seconde Guerre mondiale.
- Cimetière militaire allemand, qui abrite les corps de 8051 soldats de la Première Guerre mondiale
- Nécropoles nationales[131]

Mémoriaux
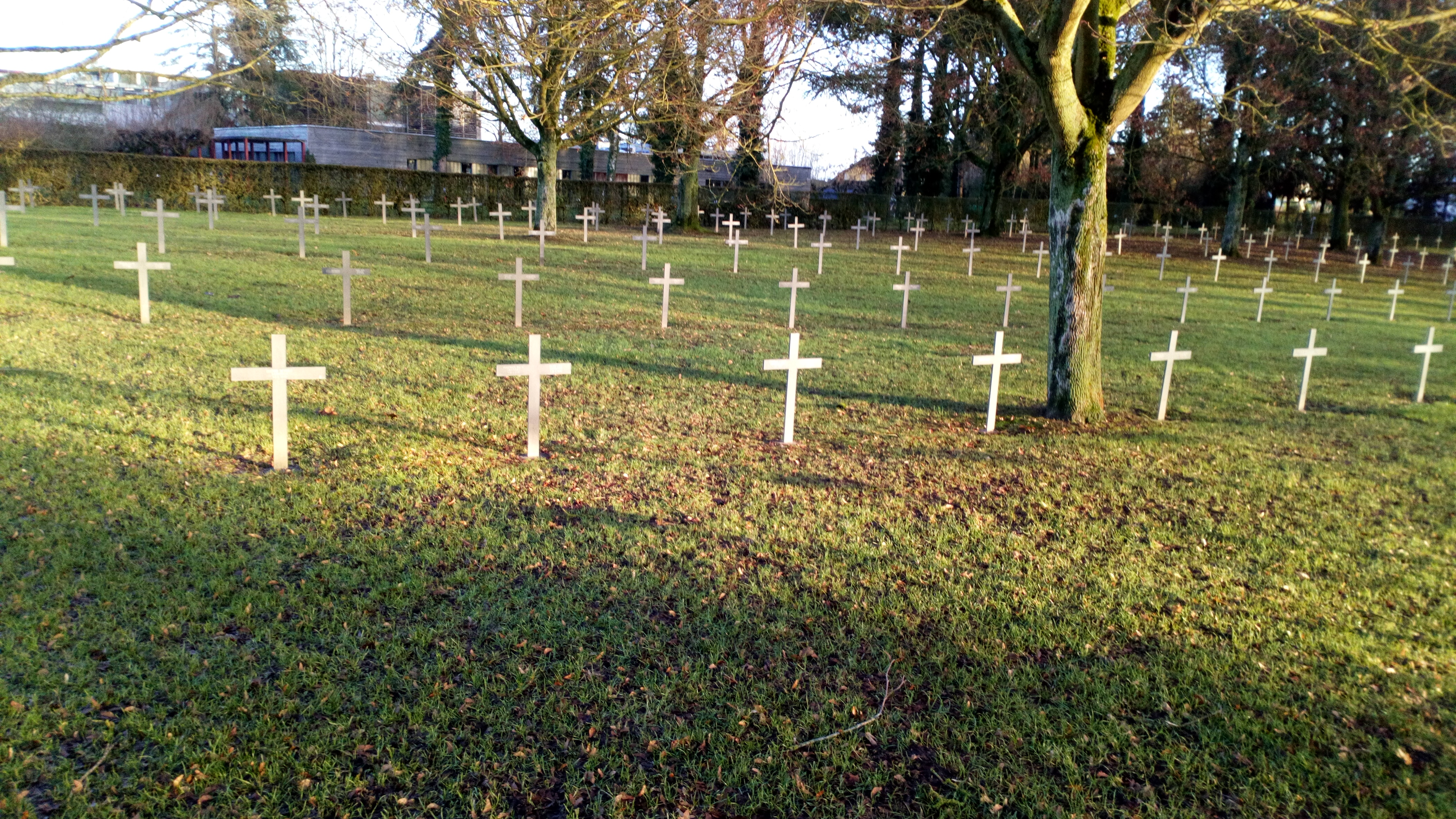
Cimetière militaire allemand
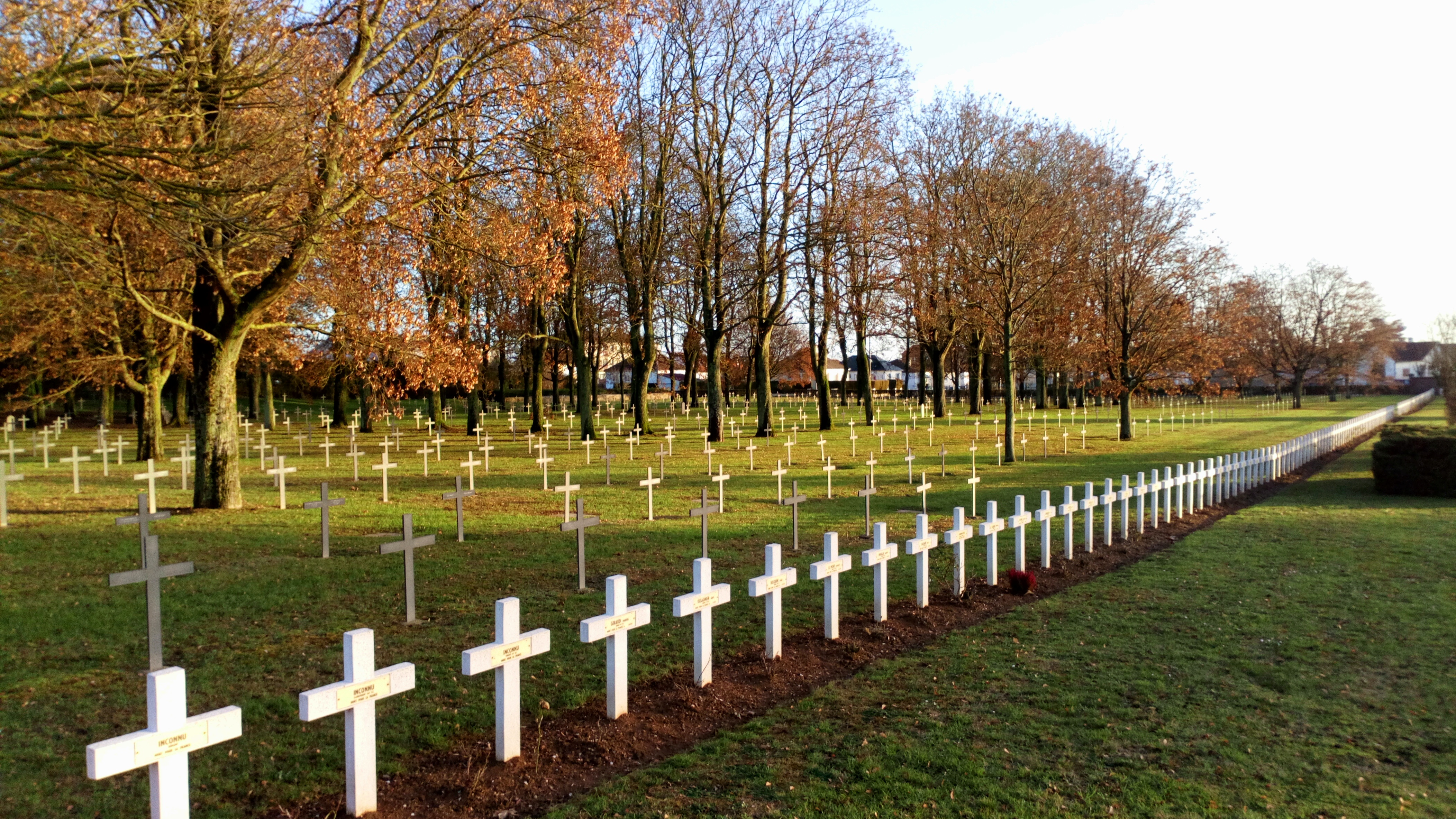
Nécropole nationale de l'Égalité
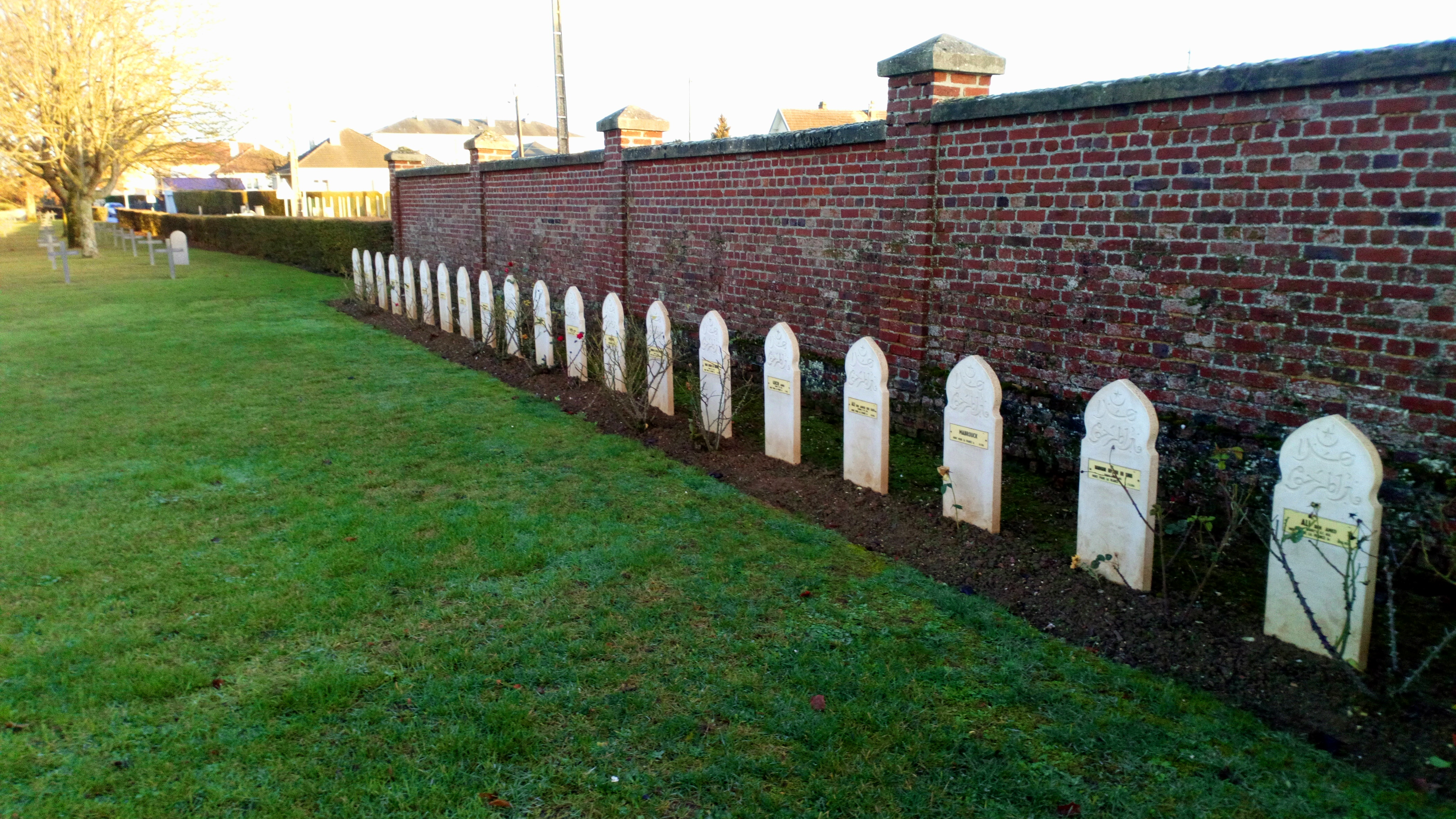
Carré musulman de la Nécropole nationale de l'Égalité
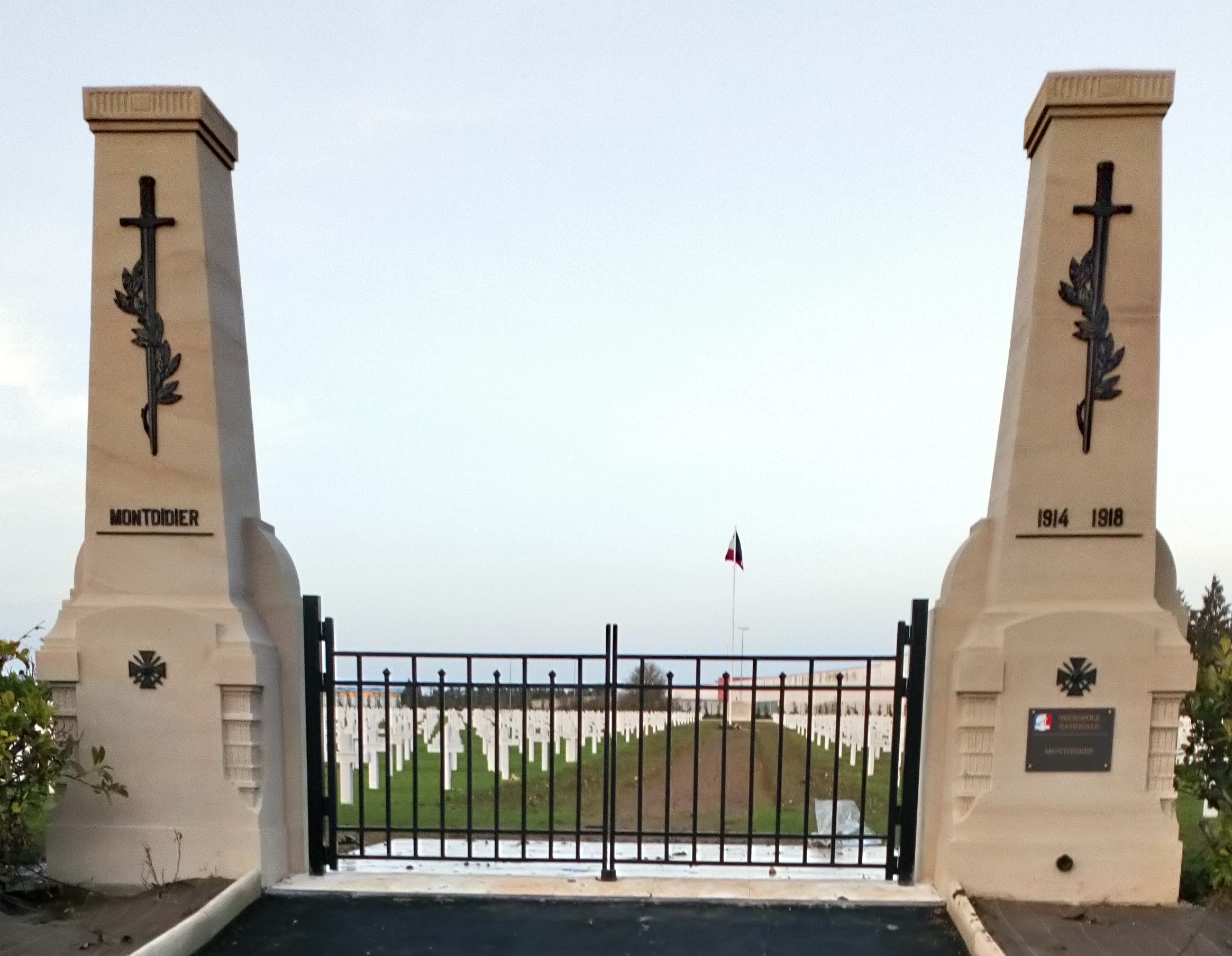
Nécropole nationale de Montdidier
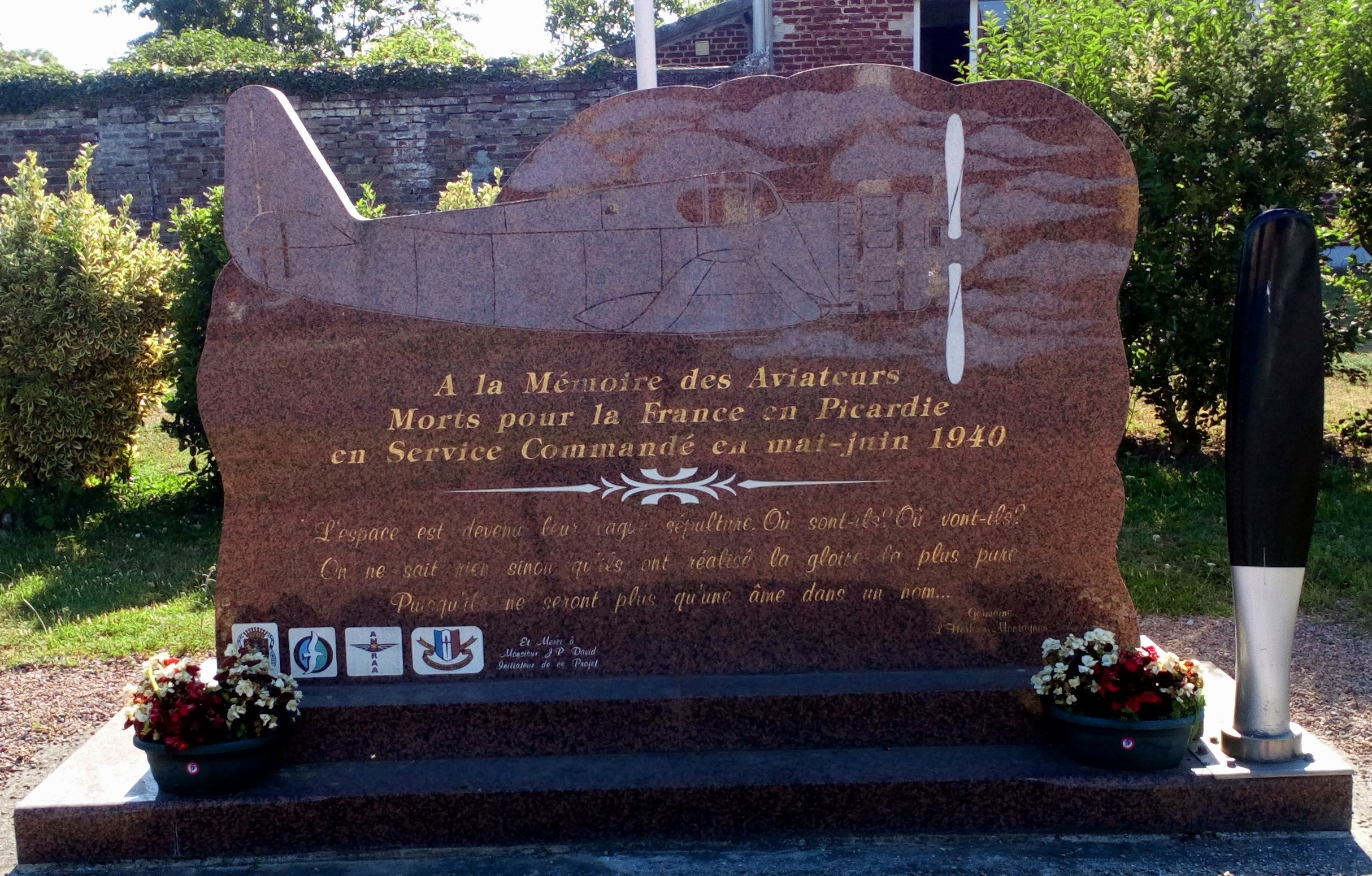
Stèle à la mémoire des aviateurs morts pendant la Bataille de France (mai-juin 1940)

- La Caisse d'Épargne, élégant petit édifice (XIXe siècle) reconstruit après les destructions de la Première Guerre mondiale[132] et rénové en 2008.

#### Espaces verts
- Promenade du Prieuré, aménagée à l'emplacement du jardin des moines. Elle existait déjà au XVIIIe siècle. Flanquée de six rangée de marronniers, elle domine la vallée des Trois Doms. À son extrémité, fut placée, en 1931, une table d'orientation, don du Touring club de France.
- Jardin anglais aménagé à l'arrière de la Caisse d'épargne avec un kiosque à musique, des abustes, des parterre de leurs, des jeux pour enfants.

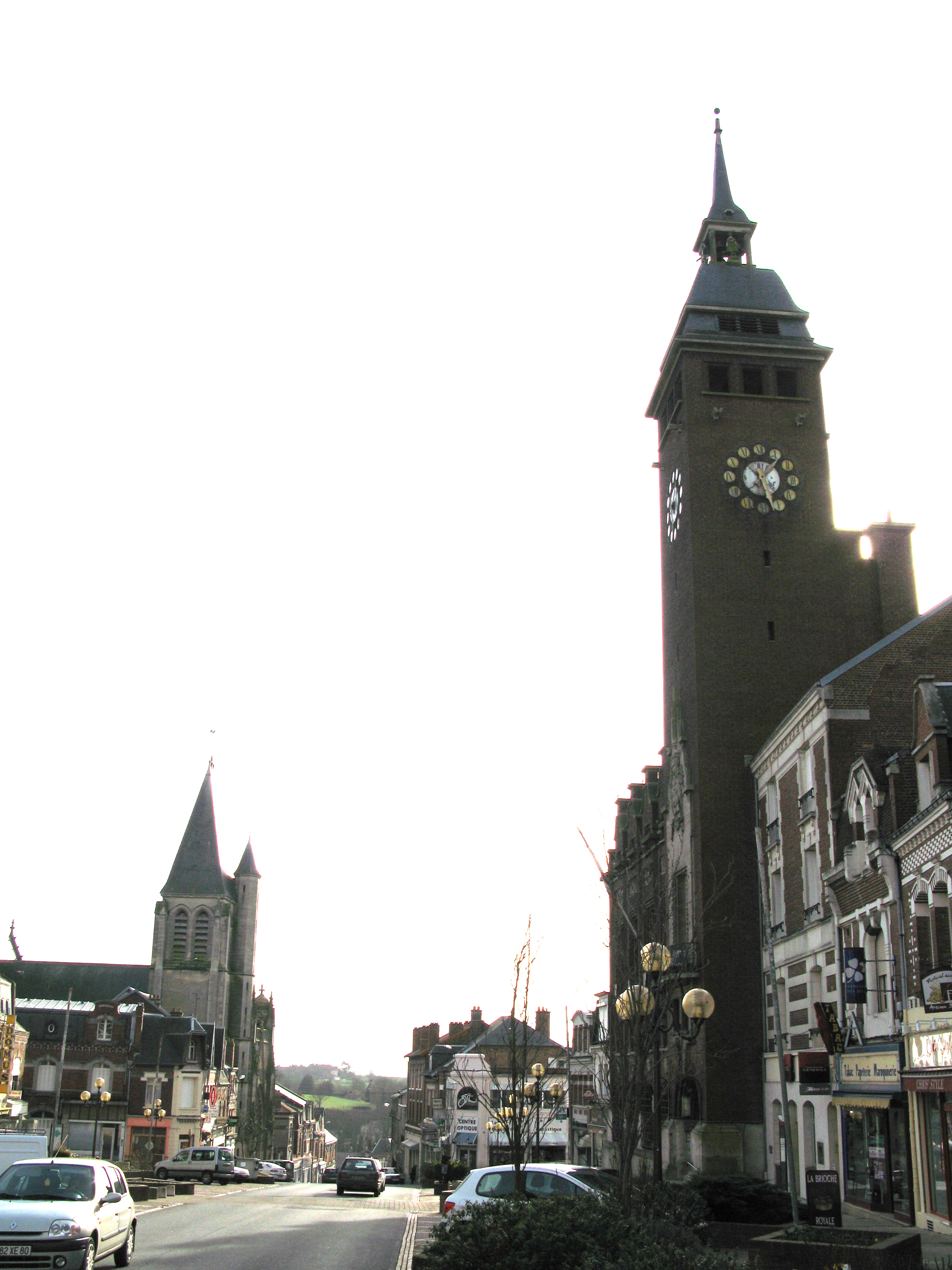
L'hôtel de ville, la rue Gambetta, l'église du Saint-Sépulcre.
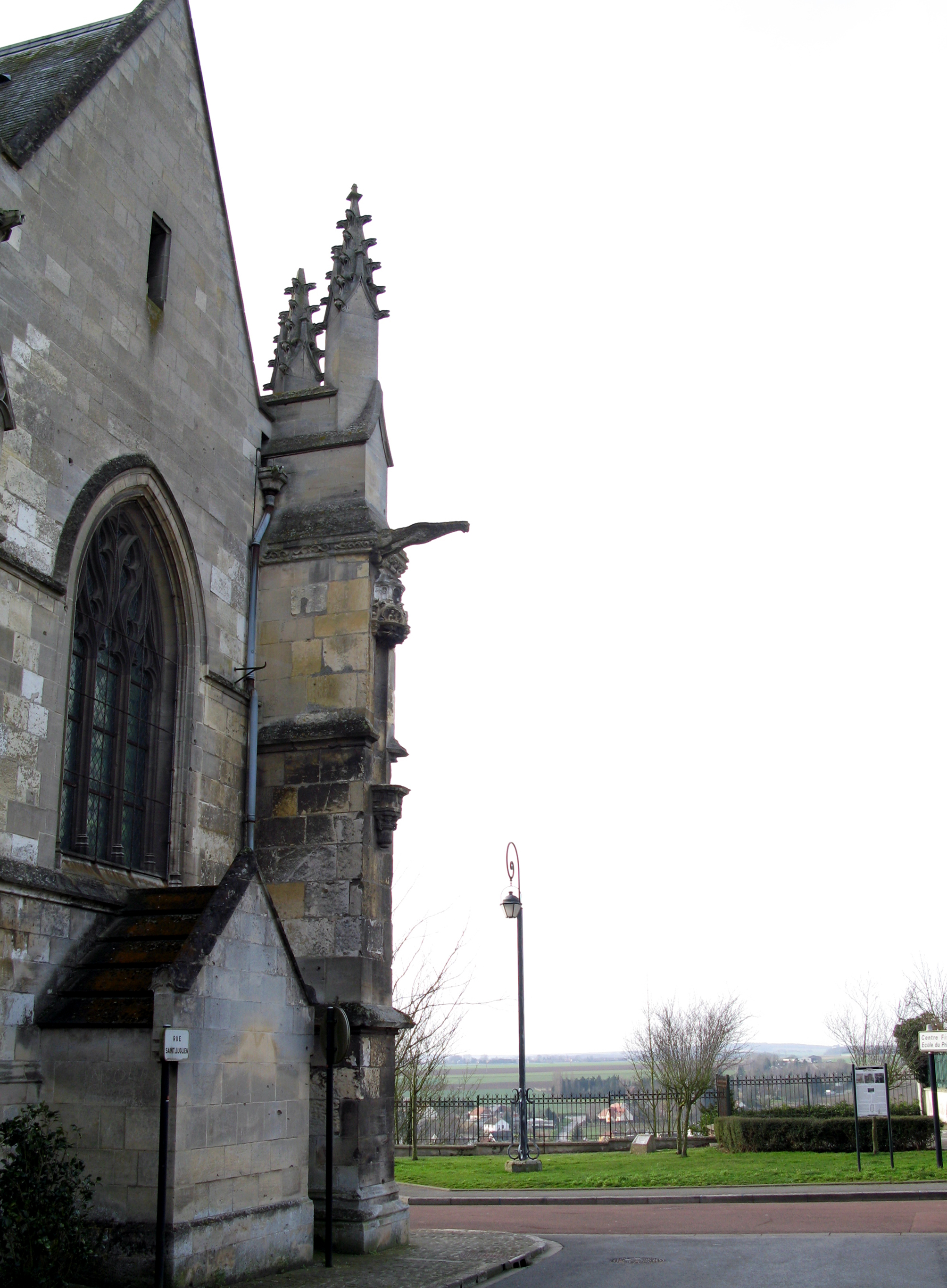
La rue Saint-Luglien débouche, au nord de l'église Saint-Pierre.
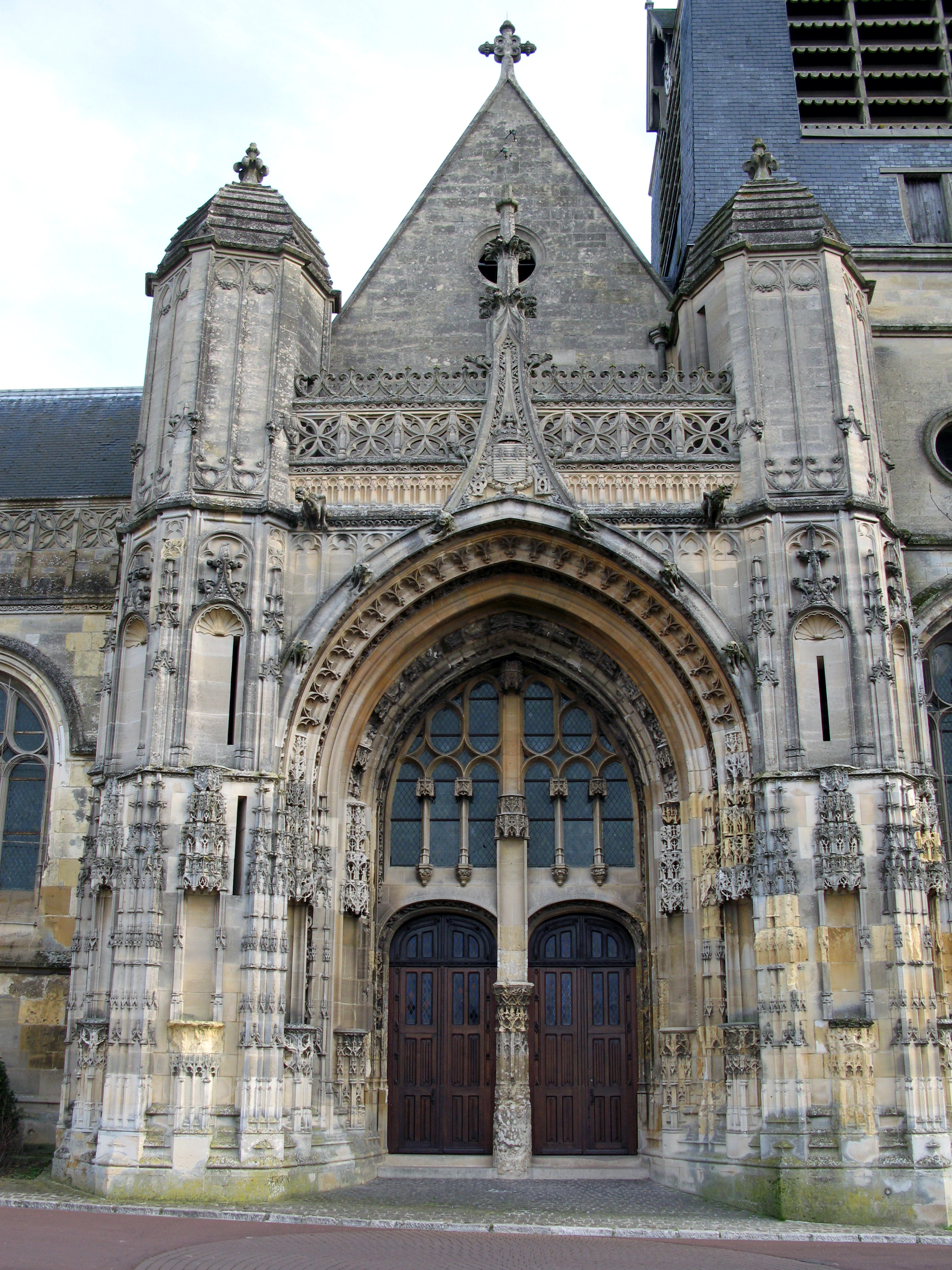
La façade ouest de l'église Saint-Pierre.
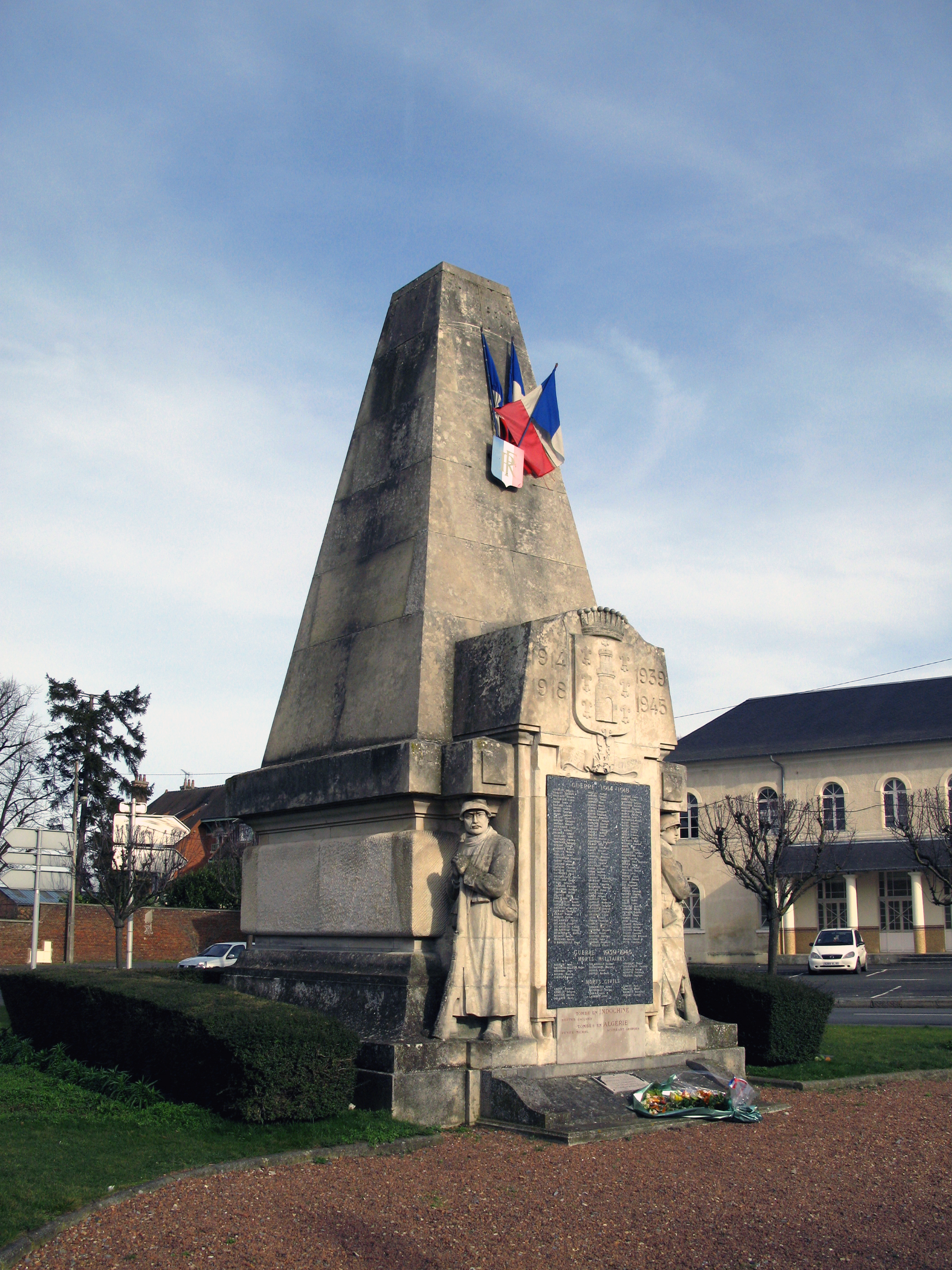
Le monument aux morts.
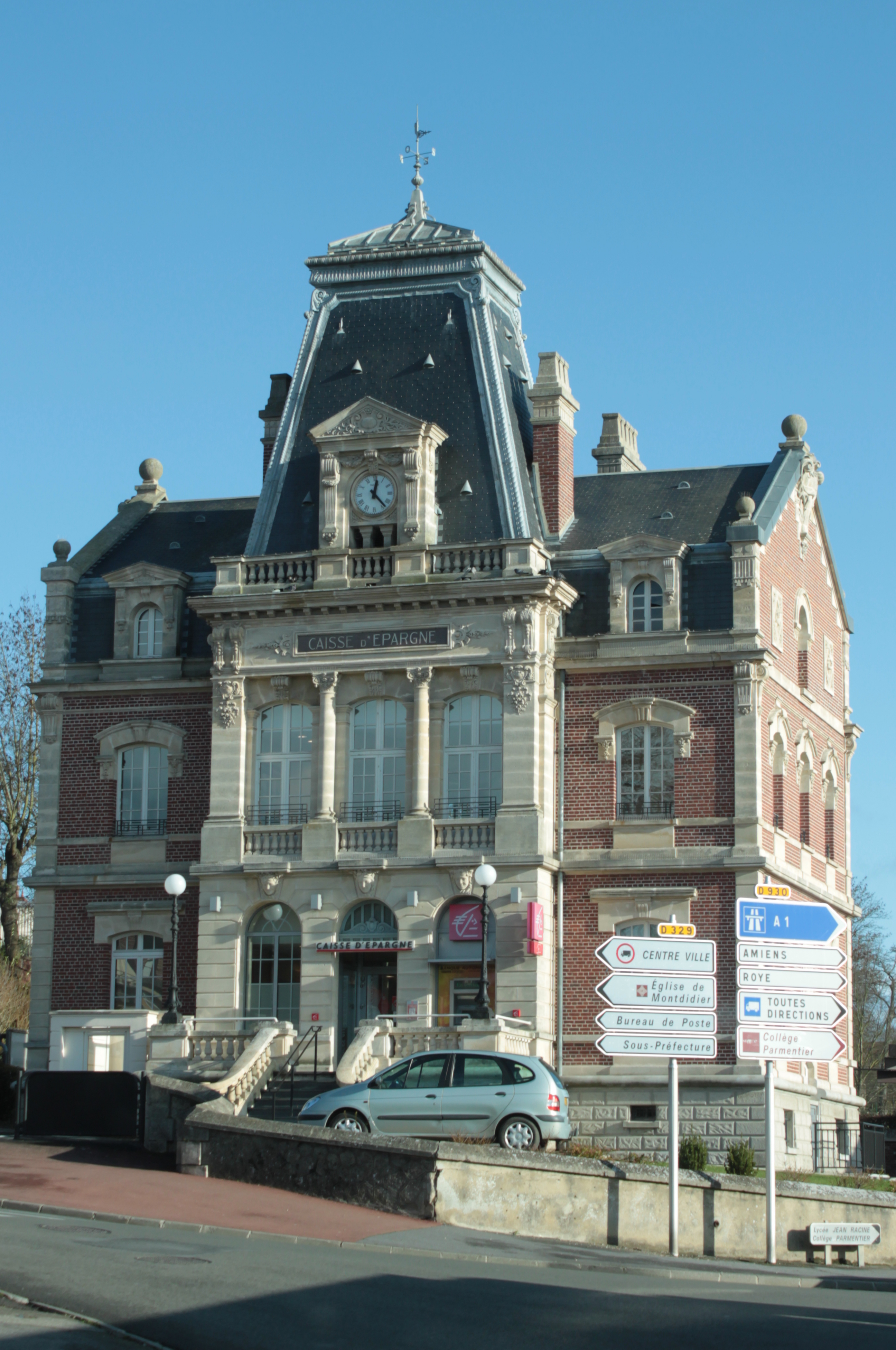
Caisse d'Épargne.

### Personnalités liées à la commune
- Maison de Montdidier

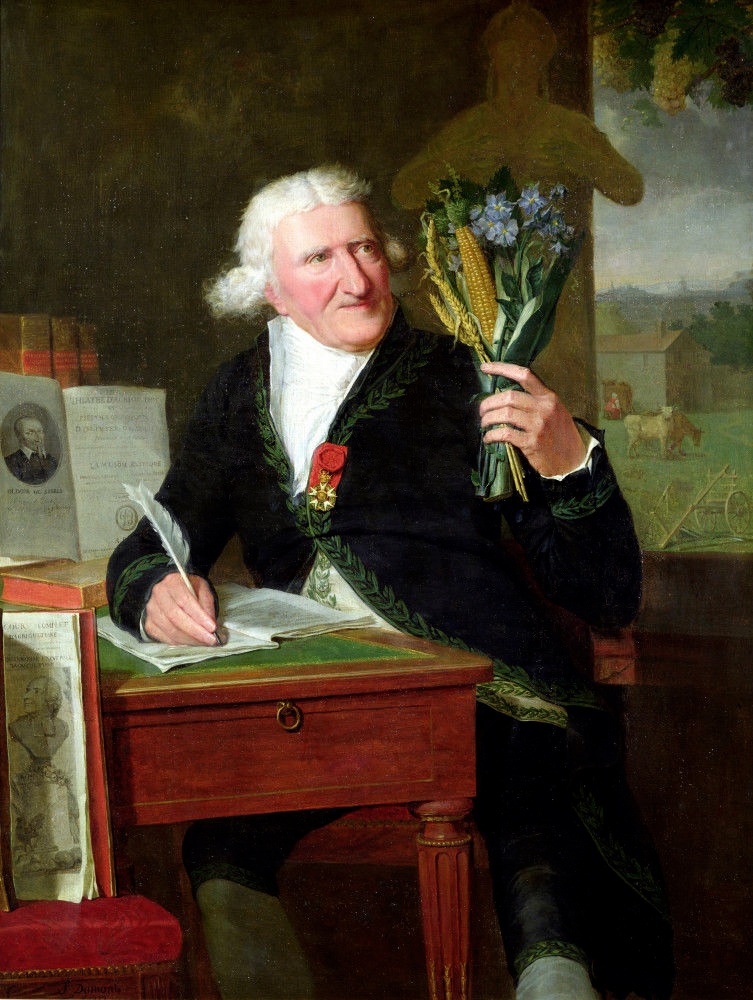
Antoine Parmentier,
par François Dumont, 1812.

- Frédégonde, née en à Montdidier en 545, reine de Neustrie ;
- Robert Le Coq, né à Montdidier vers 1310 et mort en 1370, évêque de Laon, partisan de Charles le Mauvais ;
- Aubry de Montdidier, chevalier français qui aurait vécu au XIVe siècle, dont la légende rapporte qu'il fut assassiné près de Montargis par un de ses compagnons d'armes, Richard de Macaire. C'est le chien de la victime qui permit de découvrir le meurtrier. Cet événement, s'il n'est pas de pure invention, aurait probablement eu lieu plus tôt car Albéric de Trois-Fontaines, qui vécut un siècle plus tôt — au début du XIIIe siècle — en fit déjà mention. Ce fait légendaire donna lieu à plusieurs représentations iconographiques et à plusieurs récits écrits ;
- Jean Fernel, né à Montdidier en 1497, décédé en 1558, médecin du roi Henri II en 1556, également astronome ;
- Claude Capperonnier, né à Montdidier le 1er mai 1671, philologue, titulaire de la chaire de grec au Collège royal ;
- Louis-François Daire, (1713-1792), passe son enfance à Montdidier, avant de devenir moine et érudit, spécialiste de la langue et de l'histoire picardes, plus connu sous le nom de père Daire ;
- Jean Capperonnier, né à Montdidier le 19 mars 1716, bibliothécaire, philologue, titulaire de la chaire de grec au Collège royal, membre de l'Académie royale des inscriptions et belles-lettres ;
- Antoine Parmentier, né à Montdidier le 12 août 1737[133], pharmacien militaire et agronome qui promeut, en Europe, l'utilisation de la pomme de terre sous différentes formes et en complément du blé ;
- Édouard-François-Marie Bosquillon, né à Montdidier le 30 mars 1744, médecin et helléniste, titulaire de la chaire de grec au Collège royal ;
- Louis-Paul Maillard-Rollin (1747-?), homme politique né à Montdidier, maire de Montdidier, député de la Somme au Conseil des Cinq-Cents, puis maire de Fourdinoy.
- Antoine Marie Rodolphe Liénart (1748-1834), homme politique, député aux États généraux de 1789.
- Jean-Augustin Capperonnier, né à Montdidier en 1745 et mort en 1820, philologue et bibliothécaire ;
- Jean Jacques Antoine Caussin de Perceval, né à Montdidier en 1759, mort à Paris en 1835, orientaliste français, professeur d'arabe au Collège de France, achève la traduction des Contes des Mille et une Nuits commencée par Antoine Galland ;
- Louis Adrien Théodore Thory, général de brigade, né en 1759 à Montdidier, mort en 1826 ;
- Edouard Rioult, né à Montdidier en 1790 et mort en 1855, peintre de l'École romantique ;
- Pierre Galloppe-Donquaire, né à Montdidier le 16 avril 1805, mort au Vésinet, le 9 janvier 1867, écrivain, connu par son nom de plume Cléon Galoppe d'Onquaire, à qui l'on doit des pièces de théâtre et des Chroniques montdidériennes publiées dans la presse locale, biographies sur des personnages célèbres de Montdidier.

Il vit à Amiens et à Assainvillers de 1845 à 1858, puis s'installe au Vésinet. Son œuvre n'est pas passée à la postérité[réf. nécessaire] ;

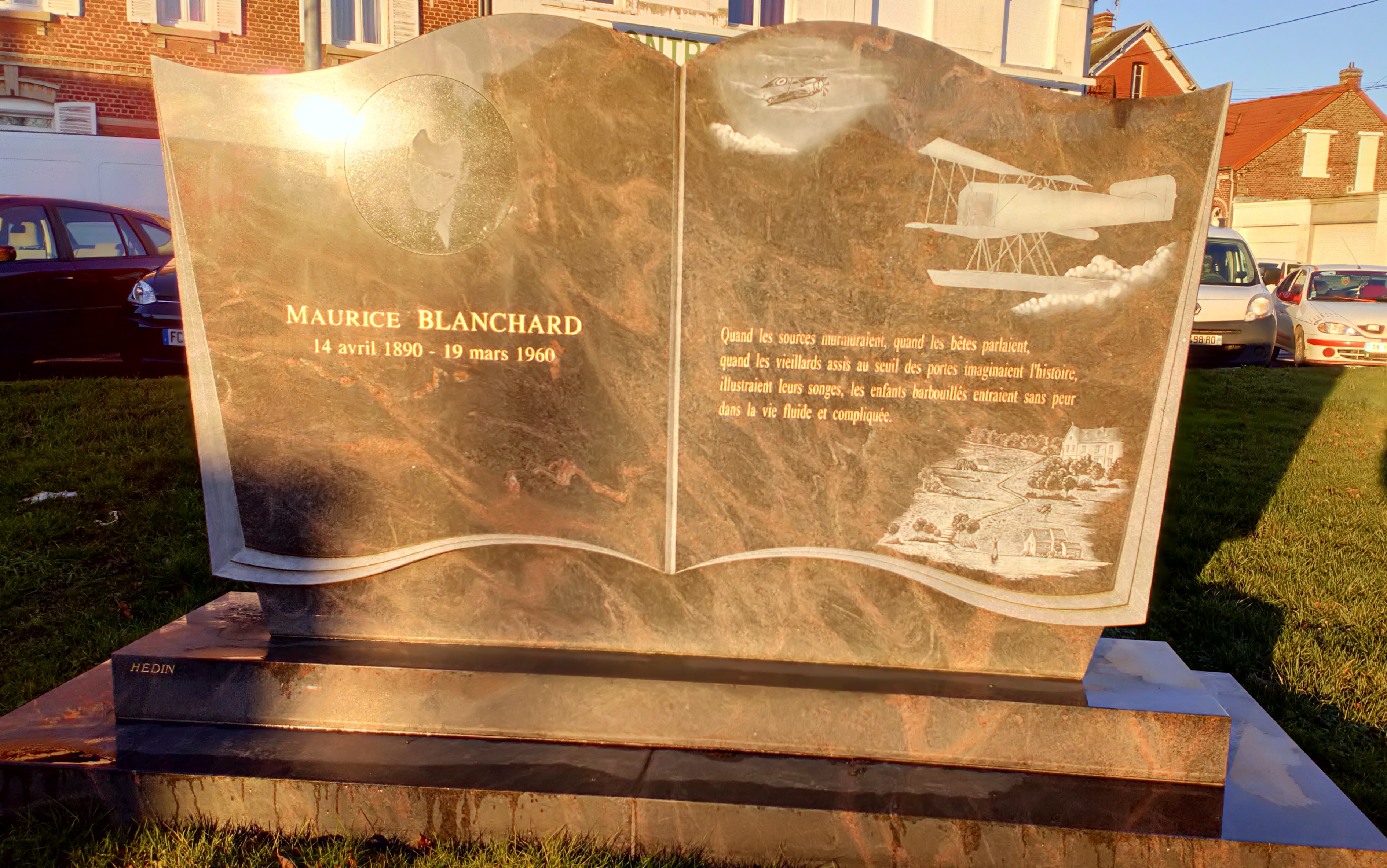
Stèle à Maurice Blanchard.

- Louise-Victorine Ackermann, née en 1813 à Paris, morte en 1890 à Nice, passa son enfance près de Montdidier, où elle fut ensuite mise en pension ;
- Paul Léon Aclocque, né en 1834 à Montdidier, mort en 1893 à Paris, militaire, député (1871-1877), industriel et peintre ;
- Louis-Lucien Klotz[134] (1868-1930), maire d'Ayencourt le Monchel, conseiller général du canton de Rosières-en-Santerre, député de la Somme (circonscription de Montdidier) de 1898 à 1925, puis sénateur de 1925 à 1928, plusieurs fois ministre des Finances et ministre de l'Intérieur ;
- Maurice Blanchard, nait à Montdidier en 1890 et y meurt en 1960, ingénieur aéronautique et poète lié au surréalisme ; une rue de la ville ainsi qu'une stèle place Faidherbe commémorent son nom ;
- Urbain Wallet, (1899-1973), footballeur international français y est né ;
- Jimmy Casper, né à Montdidier en 1978, coureur cycliste.

### Héraldique
| Blason de Montdidier | Blason  | D'azur à la tour crénelée surmontée d'une tourelle aussi crénelée d'argent, maçonnée de sable, accompagnée de sept fleurs de lys d'or, trois de chaque côté et une coupée mi-partie en pointe et en tête. Ornements extérieurs - Croix de chevalier de la Légion d'honneur (1924) ; - Croix de guerre 1914-1918 avec palme. Citation à l'ordre de l'armée du 24 août 1919 et décret du 25 août 1924 : Vaillante cité dont la guerre a fait une martyre. Après avoir subi plus de deux années le feu des canons ennemis, a connu tour à tour les joies de la délivrance et l'horreur d'une occupation brutale. Position importante et âprement disputée a subi une destruction totale payant de sa ruine la victoire de la Patrie. - Croix de guerre 1939-1945 avec étoile de vermeil. Citation à l'ordre du Corps d'armée du 12 février 1949 : « Déjà citée et décorée de la croix de chevalier de la Légion d'honneur pour son magnifique comportement en 1914-1918, s'est montrée digne de son glorieux passé au cours des événements de 1939-1945. En dépit des destructions et des représailles, a fait preuve du plus grand courage et du meilleur esprit de résistance, prenant une part essentielle à l'heure de la Libération au succès des forces alliées opérant sur son territoire. » Devise / Cri« Urbs cultissima » (ville très cultivée). |
| Blason de Montdidier | Détails | Les Armoiries de Montdidier sont attestées par un sceau de la commune datant de 1308, conservé aux Archives nationales, à Paris. |

## Pour approfondir